# 부산광역시
부산광역시(釜山廣域市, 경상어:부산광옉시, 영어: Busan Metropolitan City)는 한반도 남동부에 위치한 광역시이다. 대한민국에서 두 번째로 인구가 많은 도시이자 영남권의 중심 도시이며, 대한민국 최대의 해양 도시로서 부산항을 중심으로 해상 무역과 물류 산업이 발달하였다. 일본과는 대한해협을 사이에 두고 마주하고 있다. 시청 소재지는 연제구 연산동이며, 행정구역은 15구 1군이다.
부산의 역사는 동래와 부산포의 두 지역으로부터 유래하였다. 통일신라 시대부터 동래군이 설치되었으며, 임진왜란 당시에는 첫 전투인 부산진 전투와 동래성 전투가 벌어졌다. 조선 후기에는 일본인의 통상교류가 이루어지는 왜관이 자리한 고을이자 조선 통신사의 출발지였다. 1876년 강화도 조약으로 인천, 원산과 함께 처음으로 개항한 도시였으며, 부산항의 정비와 함께 본격적인 항구도시로 발전했다. 
6.25 전쟁 당시 임시 수도로서의 역할을 하였으며, 공업과 무역시설의 발전과 함께 1963년 정부 직할시를 거쳐 1981년 부산직할시 (현 광역시)로 승격되었다. 21세기 들어 2002년 FIFA 월드컵과 2002년 아시안 게임, 2005년 APEC 정상회담 등의 국제행사를 유치하였으며, 대한민국의 대표 국제영화제인 부산국제영화제가 개최되고 있다.

## 지명

### 유래
《태종실록》(1431년)에 富山이라는 이름이 처음 보이며 《경상도지리지》(1425년) , 《세종실록》 〈지리지〉(1454년), 경상도 속찬 지리지(1469년) 따위에 “동래부산포”라 하였고, 1471년 편찬된 신숙주의 해동제국기에도 “동래지부산포”라 하고, 같은 책 삼포왜관도에도 “동래현 부산포”라는 기록이 있다. 이때 부산포는 “부자 富”를 썼다.
1470년(성종 1년) 12월 15일의 성종실록에 釜山이 처음 나타나는데, 1474년 4월 남제가 그린 부산포지도에는 여전히 富山이라 쓰고 있어 이 시기는 두가지 표기가 같이 쓰였다. 그러나 이후 기록은 부산포(釜山浦)로 기록하고 있다. 따라서 부산의 지명 변천을 가장 잘 나타내고 있는 동국여지승람(1481년)이 완성된 15세기 말엽부터, 釜山이라는 지명이 일반화 된 것으로 추정된다.
1481년(성종 12)에 편찬된 동국여지승람 산천조에 보면, “釜山은 동평현(오늘날 당감동 지역이 중심지였음)에 있으며 산이 가마꼴과 같으므로 이같이 일렀는데, 그 밑이 곧 부산포이다. 항거왜호가 있는데 북쪽 현에서 거리가 21리다.”라고 하여 산 모양이 가마꼴과 같아 부산(釜山)이라고 하였다. 그 후 기록들은 이를 그대로 인용하여 釜山이라고 기록하고 있다.
즉, 동래부지(1740년) 산천조에 “부산은 동평현에 있으며 산이 가마꼴과 같으므로 이 같이 일렀는데 밑에 부산, 개운포 두 진이 있고, 옛날 항거왜호(恒居倭戶)가 있었다.”라고 하였고, 동래부읍지(1832년)에도 같은 내용으로 기록되어 있다. 이 같은 사실로 미루어 보아 동국여지승람 편찬 이전에는 富山이라는 이름으로 불리어 오다가 이후 어느 시기에 釜山이라는 이름으로 바뀐 것으로 보인다.
1643년(인조 21년)에 통신사 종사관으로 일본에 건너간 신유의 해사록에 실려 있는 “등부산시”(登釜山詩)에 “산 모양이 도톰하여 가마와 같고 성문이 바다에 임하여”라고 한 구절이 나온다. 이때 부산진성은 오늘날 동구 좌천동 북쪽의 증산을 둘러싸고 있는 정공단 자리에 성문이 있어 성문 바로 아래가 바다와 접해 있었으므로 이 시문에 나오는 산은 좌천동의 증산(甑山)을 말하는 것으로 보인다. 또 18세기 중엽에 변박이 그린 “왜관도”를 보면 이 증산을 점초(点抄)하여 “부산고기”(釜山古基)라고 기록하고 있다.
이 외에도 동구 수정동에서 산을 넘어 부산진구 가야동으로 통하는 고개를 “가모령”이라고 한다. 이 가모(可牟)·감(枾)은 가마를 즉 “가마”(釜)를 뜻하는 것으로 가모령·감(枾, 嶺)은 한국의 방언을 한자로 차용한 것으로 가마재·가마고개(釜峙), 즉 부산재(고개)를 뜻한다. 그리고 고로(古老)들은 증산을 시루산이라고 하는데 시루(甑)와 가마(釜)는 같은 취기(炊器)로 금속성의 가마가 나오기 전에는 동일한 구실을 하였던 것이다. 이상의 사실들을 종합하여 볼 때 "산이 가마꼴(釜形)과 같다"라고 한 가마꼴의 산은 오늘날 동구 좌천동 뒤에 있는 증산(甑山)을 말하는 것으로 보인다.

### 영문 표기
부산의 영문표기는 Pusan으로 쓰였으나 2000년 7월 7일 문화관광부의 국어의 로마자 표기법 고시에 따라 Busan으로 바뀌었고, 이후 P와 B가 혼재돼 쓰이는 상황이 발생하였다. 이에 2012년 부산시는 도시 브랜드 'Busan'의 홍보에 어려움이 많다는 이유를 들어 명칭 변경 협조를 구하게 되었으나, 여전히 Pusan 지명을 쓰는 단체들은 이미 각인돼 고유명사처럼 쓰이는 표기를 바꾸는 데 난색을 표하고 있다.

## 역사

### 성읍국가 시기에 거칠산국과 가야국
부산 지역에는 구석기시대부터 사람이 무리지어 살기 시작했다. 삼한시대에는 지금의 동래나 남구 등지에는 "거칠산국"이, 기장, 해운대 등지에는 "장산국", "내산국"이 있었고 서면이나 남포동 등지에는 "가락국" 등의 부족국가가 있었다. 그러다 삼국시대 신라는 서기 1세기 후반인 탈해 이사금 때에 기장의 장산국과 거칠산국을 점령하게 된다.
부산포 일대에는 가야의 종발성이 세워져 신라와 가야의 각축장이 되었다. 내물마립간 대인 서기 400년경에 가야가 백제, 왜와 연합하여 신라를 침공했다가 광개토대왕의 고구려군에게 대패하여 패망하자 부산 전역이 신라의 영역에 편입되었다. 옛 거칠산국은 거칠산군이 되고 종발성은 "큰 시루"라는 뜻의 대증현(大甑縣)이 되었다. 남북국 시대인 757년 경덕왕에 의한 행정개편으로 거칠산군은 양주(현재 양산시) 소속의 동래군으로 개칭되었다. 대증현은 동평현(東平縣)으로 개명되어 기장현(機張縣)과 함께 동래군의 관할현이 되었다.
| Daedongyeojido (Gyujanggak) 18-02.jpg | Daedongyeojido (Gyujanggak) 18-01.jpg |
| Daedongyeojido (Gyujanggak) 19-02.jpg | Daedongyeojido (Gyujanggak) 19-01.jpg |

### 고려시대와 조선시대
고려 시대인 1018년 동래군이 동래현으로 격하되고 울주의 속현이 되며 동래군의 속현이던 동평현은 양주(梁州)의 속현이 되었다. 1397년 동래군에 진이 설치되었다. 조선 시대인 1405년 울주의 속현이었던 동래현이 독립현이 되고 양주의 속현이었던 동평현이 동래의 속현이 되었다. 15세기 전반까지 부산은 ‘부산포’로 불렸다. 동래는 1547년 동래도호부로 승격이 되었다.
1592년 울산 개운포에 있던 경상좌수영을 동래부 남촌면(현재 수영동)으로 옮겼다. 그해 4월 발발한 임진왜란에서 가장 먼저 일본군을 맞이한 지역으로서 부산진 전투와 동래성 전투가 벌어졌고, 각각 정발과 송상현이 지휘를 맡으며 조선군과 주민들의 격렬한 저항을 벌였으나 압도적인 병력차로 패했다.
1592년 9월 1일에는 이순신이 부산포 해전(부산 해전)으로 승리를 거두었고, 이듬해 1593년부터는 조선 수군의 봉쇄와 의병의 육상 보급로 차단, 조명연합군의 반격으로 일본군이 남해안 일대로 후퇴하며 왜성을 쌓았는데, 부산 지역에는 부산왜성, 증산왜성, 구포왜성 등이 축성되어 현재까지 그 흔적이 남아 있다. 전쟁이 끝난 뒤에는 부산진이 조선 통신사의 출항지로 활용되었으며, 일본인의 무역항이자 집단거주지로서 왜관이 설치되었는데 1607년에는 부산진 서남쪽에 두모포 왜관이, 1678년에는 초량왜관이 개설되었다.

### 개항기
1876년 조일수호조규에 의해 조선이 강제 개항되었을 때, 인천, 원산과 함께 개항되었고, 왜관은 일본인 거류지가 되었다. 부산은 1877년 1월 《부산구거류지약조》의 체결로 일본이 일본인들의 보호관리 및 통상사무의 관장을 위해 관리관을 파견하면서부터 일본의 영향을 받기 시작하였다. 
1880년, 일본은 영사관을 정식으로 설치하고 일본 거류지를 조성하였다. 일본은 일본인 가구가 200여 호밖에 안 되던 때부터 장기적으로 도로망을 계획하고 가옥 구조를 규제했으며, 1880년대에 일본은 철도 부설을 위한 측량까지 모두 마치고 식민 통치의 교두보를 마련하였다. 부산은 개항 후 10년도 안 되는 짧은 기간 안에 일본의 도시처럼 변했고 소수의 일본인들에 의해서 지배되는 도시로 되어갔다.
1895년 6월 23일(음력 윤 5월 1일) 동래부(東萊府) 동래군이 되었고, 이듬해 1896년 8월 4일 경상남도 동래군으로 개편되었다. 이후 부산항이 무역항으로 정비되면서 항구도시로써 발전하게 된다. 1905년에는 경부선이 개통함과 함께 부산역이 개업했다.

부산부 휘장

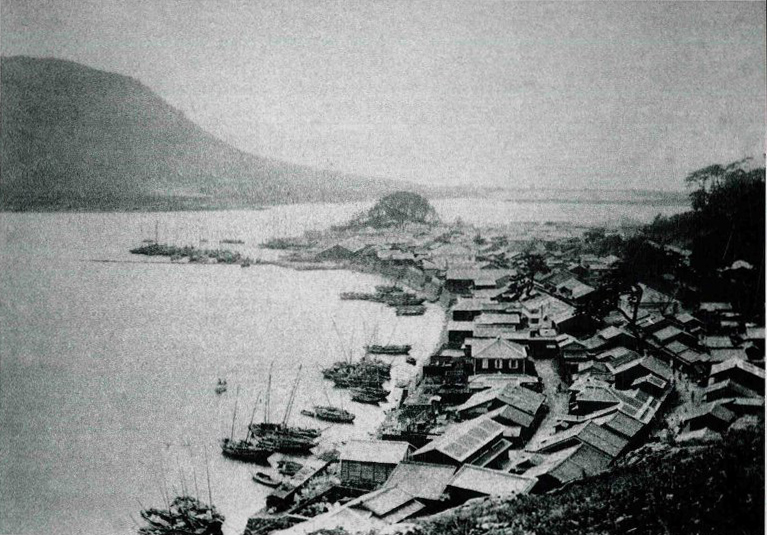
1900년대 초의 부산항

### 일제강점기와 해방
일제강점기 1914년 4월 1일에 부산부(釜山府)는 부산부와 동래군으로 분할되었고 동시에 외곽의 기장군이 동래군으로 편입되었다. 1925년 4월 1일에는 경상남도청이 진주에서 부산 아미동으로 이전되었다. 1936년 동래군 서면(현 부산진구 일대)과 사하면 일부가 부산부에 편입되었고, 1942년 동래군 동래읍(현 동래구), 사하면, 남면, 그리고 북면 일부가 부산부에 편입되었다.

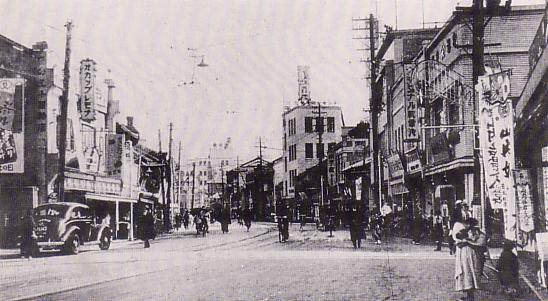
1930년경 변천정(현 광복동 거리)

1949년 8월 15일 부(府)를 시(市)로 개칭하면서 부산시로 개칭되었다.

### 피난 수도 부산
1950년 한국 전쟁이 발발하고 서울이 함락되면서, 부산은 1950년부터 1953년까지 대한민국 임시 수도가 되었다. 전쟁을 피해 많은 피란민이 유입되어 인구가 급증했고, 1963년 1월 1일 경상남도 관할에서 직할시로 승격되었다. 
그러나 당시에는 명칭이 '부산직할시'가 아니라 그냥 '부산시'였고, 단지 정부 직할이기 때문에 앞에 경상남도만 붙지 않았을 뿐이었으며, 1981년이 되어서야 공식적으로 부산직할시로 불리게 되었다(1963년 1월 1일 이후, 각 신문사에서는 부산직할시로 표기했는데 무슨 비공식적으로 표기했다고 하는지). 다만 당시의 신문 기사 등을 살펴보면 비공식적으로는 부산직할시라는 명칭도 통용(부산시(장)나 부산직할시(장) 다 표기해야 통용이라는 말이고 언론이나 방송에서 부산직할시(장)으로 표기 및 방송 나갔는데)되고 있었음을 알 수 있다. 즉 '직할시'이기는 하였으나 '부산직할시'는 아닌 과도기의 명칭으로, 이 시기를 부산직할시로 표기하는 것은 문제가 있기 때문에 근래 들어서는, 경상남도 산하 시절과 정부 직할기를 구별하기 위하여 앞에 '정부 직할'을 괄호 병기하여 '(정부 직할) 부산시'로 표기하는 추세이다.
1978년 2월 15일 낙동강 서쪽의 김해군 대저읍, 명지면이 부산시에 편입되었다. 1981년 4월 4일 지방행정에 관한 임시조치법 개정으로 법령상 공식적으로 '부산직할시'의 명칭을 얻게 되었다. 1989년 1월 1일 김해군 녹산면, 가락면이 부산직할시 강서구에 편입되었다. 1994년 12월 20일 지방자치법이 재개정됨에 따라 1995년 1월 1일자로 직할시가 광역시로 일괄 개칭되어 부산직할시에서 부산광역시로 개칭되었다. 1995년 양산군 기장읍, 장안읍, 일광면, 정관면, 철마면이 부산으로 편입되어 기장군이 신설되었다. 1996년부터 부산국제영화제를 열었다. 1999년에 시청사가 중구에서 연제구로 이전하였고, 시청 주변으로 법원·검찰청 등의 관공서도 이전하였다. 2002년 FIFA 월드컵, 2002년 아시안 게임이 열렸고, 2005년 11월 18일에는 APEC 정상회담을 개최하였다.

## 지리
한반도 동남부에 위치하며 대한해협을 사이로 일본과 마주하고 있다. 시청을 기준으로 일본과의 직선거리는 쓰시마섬까지는 49.5km, 일본 본토의 후쿠오카까지는 약 180km이며, 이는 서울까지의 직선거리인 325km와 비교했을 때 상당히 가까운 거리이다. 서쪽으로 낙동강 하류의 선상지인 김해평야, 북쪽으로 금정산, 동쪽으로는 동해, 남쪽으로는 남해가 위치한다. 행정구역상으로는 서쪽으로 경상남도 김해시·창원시 진해구, 북쪽으로는 양산시, 동북쪽으로는 울산광역시와 경계를 접하고 있다. 총 면적은 769.82km2이다.

### 지형
부산의 지형은 크게 동부의 구릉성지대와 서부의 평야지대로 대별할 수 있다. 동부는 대부분 해발 300 ∼ 700m의 구릉으로 부산항을 병풍처럼 감싸고 있다. 해안은 리아스식 해안으로 해안선이 복잡하며, 해안평야가 발달하지 않아 평탄면이 협소하다. 김해에서 부산으로 편입된 김해평야는 낙동강 하구에 발달한 삼각주로 오랫동안 낙동강 상류에서 운반되어 퇴적된 평균 60m 이상의 충적층으로 구성되어 있고 경작지로써의 생산성이 매우 높은 충적 평야이다. 지금도 낙동강류와 연안류에 의해 사주(砂州)가 해안선을 따라 발달 중에 있다.
부산이라는 이름 자체도 가마솥을 닮은 산이 많아 지어졌을 정도로 도심 안에 산이 많다. 산을 경계로 여러 생활권으로 도시가 분리되어 있다. 해운대와 서면과 남포동을 잇는 중앙대로 일대가 도심이 되며, 동래, 사상, 구포, 하단 등이 부도심이 된다.
하천으로는 온천천, 대천천, 학장천, 좌광천, 동천, 동삼해수천, 괴정천, 지사천, 평강천, 대연천, 수영강, 운수천, 확장천, 초량천이 있으며, 온천으로는 허심청, 녹천탕, 벽초온천, 금정산온천, 금정산부곡온천, 천일온천, 대성탕, 현대온천, 중앙온천, 금천파크온천, 센텀스파랜드, 대영온천, 덕구온천 등이 있다.

### 기후
부산은 쾨펜의 기후 구분에 따르면 온대 하우 기후(Cwa)와 온난 습윤 기후(Cfa)가 혼재되어 있는 기후를 가지고 있다. 최한월(1월) 평균 기온 3.6°C, 최난월(8월) 평균 기온 26.1°C이다. 연평균 기온은 15.0°C, 연평균 강수량은 1,576.7mm이다. 제주도를 제외한 한반도 본토에서는 가장 따뜻한 기후라고 할 수 있으며, 아시아 대륙 동안에서 흔히 볼 수 있는 동백나무와 같은 조엽수림이 잘 자란다. 
상대적으로 겨울이 건조하고 여름은 다습하여 수자원 관리가 어려운 특징을 보이고 있으며, 이로 인해 낙동강의 하상계수는 상당히 크게 나타난다. 한반도 동남쪽에 위치해 있어, 주로 비가 오고 겨울에도 눈이 잘 내리지 않는다.
| 부산기상관측소 (부산광역시 중구 대청동1가, 해발 69.56m)의 기후 | 부산기상관측소 (부산광역시 중구 대청동1가, 해발 69.56m)의 기후 | 부산기상관측소 (부산광역시 중구 대청동1가, 해발 69.56m)의 기후 | 부산기상관측소 (부산광역시 중구 대청동1가, 해발 69.56m)의 기후 | 부산기상관측소 (부산광역시 중구 대청동1가, 해발 69.56m)의 기후 | 부산기상관측소 (부산광역시 중구 대청동1가, 해발 69.56m)의 기후 | 부산기상관측소 (부산광역시 중구 대청동1가, 해발 69.56m)의 기후 | 부산기상관측소 (부산광역시 중구 대청동1가, 해발 69.56m)의 기후 | 부산기상관측소 (부산광역시 중구 대청동1가, 해발 69.56m)의 기후 | 부산기상관측소 (부산광역시 중구 대청동1가, 해발 69.56m)의 기후 | 부산기상관측소 (부산광역시 중구 대청동1가, 해발 69.56m)의 기후 | 부산기상관측소 (부산광역시 중구 대청동1가, 해발 69.56m)의 기후 | 부산기상관측소 (부산광역시 중구 대청동1가, 해발 69.56m)의 기후 | 부산기상관측소 (부산광역시 중구 대청동1가, 해발 69.56m)의 기후 |
| 월                                                             | 1월                                                            | 2월                                                            | 3월                                                            | 4월                                                            | 5월                                                            | 6월                                                            | 7월                                                            | 8월                                                            | 9월                                                            | 10월                                                           | 11월                                                           | 12월                                                           | 연간                                                           |
| -------------------------------------------------------------- | -------------------------------------------------------------- | -------------------------------------------------------------- | -------------------------------------------------------------- | -------------------------------------------------------------- | -------------------------------------------------------------- | -------------------------------------------------------------- | -------------------------------------------------------------- | -------------------------------------------------------------- | -------------------------------------------------------------- | -------------------------------------------------------------- | -------------------------------------------------------------- | -------------------------------------------------------------- | -------------------------------------------------------------- |
| 역대 최고 기온 °C (°F)                                         | 18.4 (65.1)                                                    | 20.3 (68.5)                                                    | 22.9 (73.2)                                                    | 28.1 (82.6)                                                    | 34.0 (93.2)                                                    | 33.4 (92.1)                                                    | 35.8 (96.4)                                                    | 37.3 (99.1)                                                    | 35.2 (95.4)                                                    | 30.8 (87.4)                                                    | 25.6 (78.1)                                                    | 20.9 (69.6)                                                    | 37.3 (99.1)                                                    |
| 일평균 최고 기온 °C (°F)                                       | 8.2 (46.8)                                                     | 10.2 (50.4)                                                    | 13.8 (56.8)                                                    | 18.2 (64.8)                                                    | 22.0 (71.6)                                                    | 24.6 (76.3)                                                    | 27.5 (81.5)                                                    | 29.5 (85.1)                                                    | 26.4 (79.5)                                                    | 22.5 (72.5)                                                    | 16.6 (61.9)                                                    | 10.4 (50.7)                                                    | 19.2 (66.6)                                                    |
| 일일 평균 기온 °C (°F)                                         | 3.6 (38.5)                                                     | 5.4 (41.7)                                                     | 9.1 (48.4)                                                     | 13.8 (56.8)                                                    | 17.9 (64.2)                                                    | 21.0 (69.8)                                                    | 24.4 (75.9)                                                    | 26.1 (79.0)                                                    | 22.6 (72.7)                                                    | 17.9 (64.2)                                                    | 11.9 (53.4)                                                    | 5.8 (42.4)                                                     | 15.0 (59.0)                                                    |
| 일평균 최저 기온 °C (°F)                                       | −0.1 (31.8)                                                    | 1.5 (34.7)                                                     | 5.3 (41.5)                                                     | 10.1 (50.2)                                                    | 14.6 (58.3)                                                    | 18.3 (64.9)                                                    | 22.1 (71.8)                                                    | 23.7 (74.7)                                                    | 19.8 (67.6)                                                    | 14.5 (58.1)                                                    | 8.3 (46.9)                                                     | 2.0 (35.6)                                                     | 11.7 (53.1)                                                    |
| 역대 최저 기온 °C (°F)                                         | −14.0 (6.8)                                                    | −12.6 (9.3)                                                    | −9.7 (14.5)                                                    | −1.5 (29.3)                                                    | 5.4 (41.7)                                                     | 9.3 (48.7)                                                     | 13.8 (56.8)                                                    | 15.4 (59.7)                                                    | 9.6 (49.3)                                                     | 1.8 (35.2)                                                     | −6.5 (20.3)                                                    | −12.0 (10.4)                                                   | −14.0 (6.8)                                                    |
| 평균 강수량 mm (인치)                                          | 34.5 (1.36)                                                    | 49.6 (1.95)                                                    | 89.7 (3.53)                                                    | 140.9 (5.55)                                                   | 155.9 (6.14)                                                   | 188.4 (7.42)                                                   | 326.8 (12.87)                                                  | 266.5 (10.49)                                                  | 160.6 (6.32)                                                   | 79.6 (3.13)                                                    | 50.4 (1.98)                                                    | 33.8 (1.33)                                                    | 1,576.7 (62.07)                                                |
| 평균 강수일수 (≥ 0.1 mm)                                       | 5.4                                                            | 5.9                                                            | 8.3                                                            | 9.2                                                            | 9.1                                                            | 10.4                                                           | 13.6                                                           | 11.9                                                           | 9.2                                                            | 5.3                                                            | 6.0                                                            | 4.7                                                            | 99.0                                                           |
| 평균 강설일수                                                  | 1.4                                                            | 1.2                                                            | 0.5                                                            | 0.0                                                            | 0.0                                                            | 0.0                                                            | 0.0                                                            | 0.0                                                            | 0.0                                                            | 0.0                                                            | 0.1                                                            | 0.9                                                            | 4.1                                                            |
| 평균 상대 습도 (%)                                             | 46.8                                                           | 49.4                                                           | 56.0                                                           | 61.1                                                           | 68.3                                                           | 76.8                                                           | 83.4                                                           | 78.5                                                           | 72.6                                                           | 62.7                                                           | 56.3                                                           | 48.1                                                           | 63.3                                                           |
| 평균 월간 일조시간                                             | 203.1                                                          | 189.4                                                          | 202.0                                                          | 212.6                                                          | 228.5                                                          | 180.3                                                          | 172.3                                                          | 199.2                                                          | 173.8                                                          | 212.1                                                          | 195.5                                                          | 205.6                                                          | 2,374.4                                                        |
| 출처: 기상청 (평년값: 1991년~2020년, 극값: 1904년~현재)        |                                                                |                                                                |                                                                |                                                                |                                                                |                                                                |                                                                |                                                                |                                                                |                                                                |                                                                |                                                                |                                                                |

### 지질

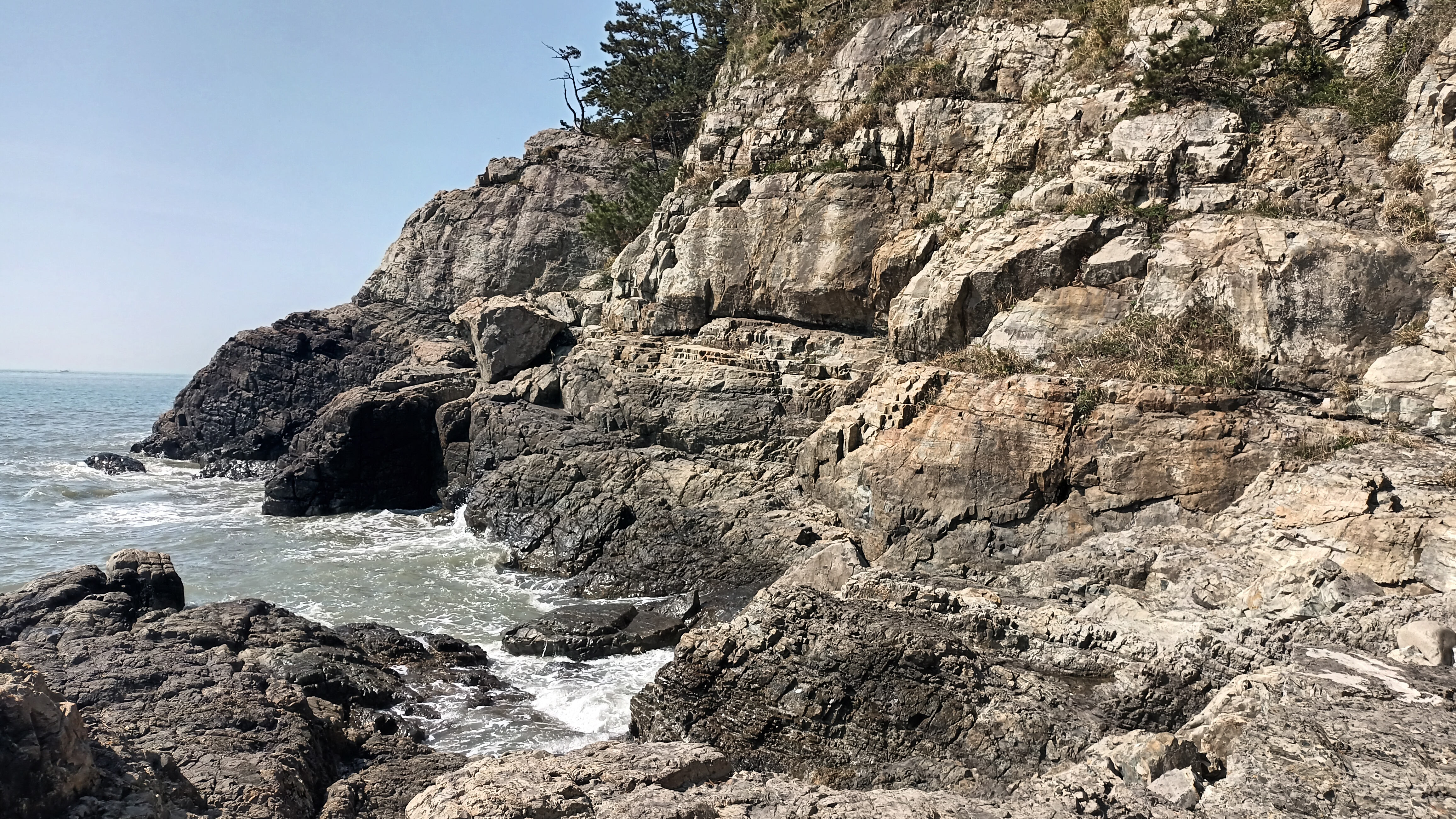
부산국가지질공원으로 지정된 몰운대의 경상 누층군 다대포층

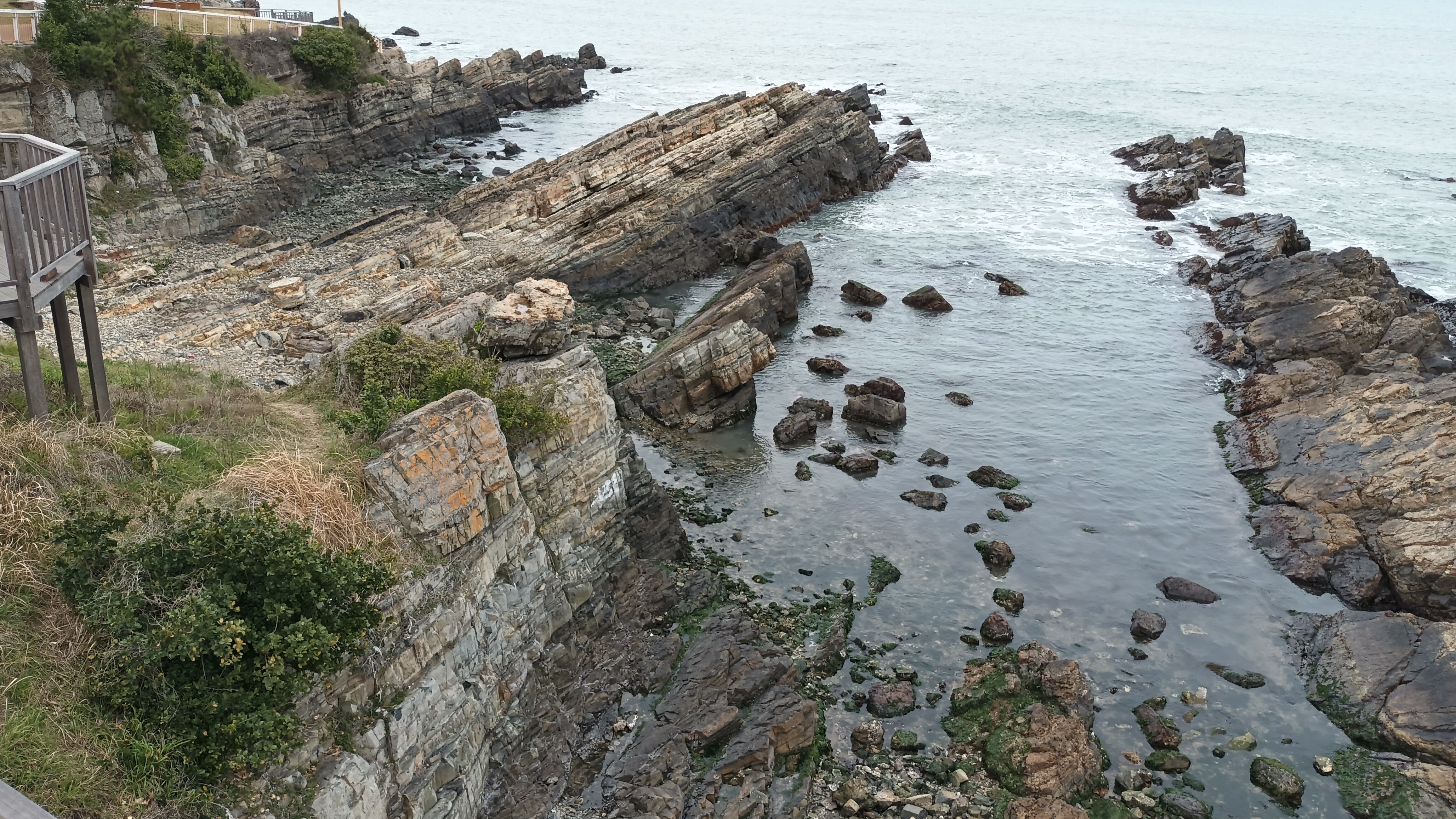
신평리 공룡발자국 화석산지의 경상 누층군 이천리층

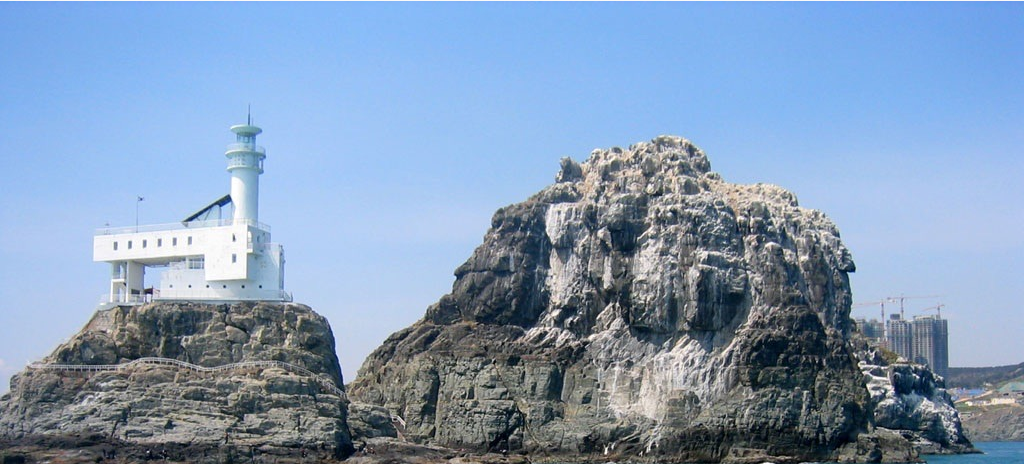
오륙도는 중생대 백악기 말의 경상 누층군 유천층군으로 구성되어 있다.

부산광역시는 중생대의 퇴적 분지 경상 분지의 남동쪽 끝에 위치해 있으며, 대부분의 지역이 경상 누층군의 유천층군과 하양층군의 화산암 및 퇴적암 지층으로 구성되어 있고, 약간의 화강암이 있다. 화산암으로 구성된 경상 누층군 유천층군이 대다수를 차지하며 퇴적암 지층인 다대포층과 이천리층은 각각 다대포와 기장군 지역에 소규모로 분포한다.
부산광역시에는 부산국가지질공원이 지정되어 있으며 낙동강 하구(천연기념물 제179호)를 비롯한 해안가에 위치한 몰운대, 두송반도, 송도반도, 두도, 오륙도, 이기대 그리고 산지에 위치한 장산, 금정산, 구상반려암(천연기념물 제267호), 백양산의 총 12개의 지질명소로 구성되어 있다. 부산국가지질공원 보고서에 의하면 12개 지질명소에 총 122점의 지질․지형유산이 분포하고 있다. 낙동강 하구, 송도반도, 태종대, 오륙도, 이기대, 금정산에 이들 지질유산들을 연결하는 지오트레일 코스가 있다. 이외에 기장군 일광읍 신평리 지역에는 이천리층 상에 신평리 공룡발자국 화석산지가 있다.
부산광역시에는 양산 단층과 양산 단층대의 일부인 동래 단층과 일광 단층이 북북동-남남서의 주향으로 통과한다. 주 단층인 양산 단층은 서쪽의 낙동강을 따라, 동래 단층은 동래구를, 일광 단층은 일광읍을 지나간다. 동래 단층과 일광 단층은 모두 부산광역시 지역에서 처음 보고되었으며 그 이름도 각각 동래구와 기장군 일광읍에서 유래되었다.

## 행정 구역
부산광역시는 산하에 15개 구와 1개 군이 있다. 그 아래로 253개 동·리와 3개 읍, 2개 면이 있다. 2015년 6월말 주민등록 인구는 1,430,441세대, 3,517,491명이다. 한편 부산광역시는 대도시권 특별관리법에 의거하여 창원시, 밀양시, 김해시, 양산시, 거제시, 울산광역시, 경주시와 함께 '부산울산권'으로 묶여 있다.
| 자치구·군  | 한자       | 세대      | 인구 (명) | 면적 (km2) |
| ---------- | ---------- | --------- | --------- | ---------- |
| 중구       | 中區       | 23,189    | 41,830    | 2.82       |
| 서구       | 西區       | 52,735    | 107,973   | 13.88      |
| 동구       | 東區       | 44,734    | 88,292    | 9.78       |
| 영도구     | 影島區     | 54,852    | 116,447   | 14.13      |
| 부산진구   | 釜山鎭區   | 166,981   | 357,284   | 29.69      |
| 동래구     | 東萊區     | 112,473   | 271,562   | 16.63      |
| 남구       | 南區       | 117,212   | 273,707   | 26.62      |
| 북구       | 北區       | 120,406   | 290,908   | 39.44      |
| 강서구     | 江西區     | 54,087    | 130,298   | 179.14     |
| 해운대구   | 海雲臺區   | 168,851   | 406,312   | 51.46      |
| 사하구     | 沙下區     | 138,670   | 320,254   | 40.95      |
| 금정구     | 金井區     | 106,857   | 238,556   | 65.18      |
| 연제구     | 蓮堤區     | 90,601    | 209,980   | 12.08      |
| 수영구     | 水營區     | 81,608    | 176,112   | 10.20      |
| 사상구     | 沙上區     | 96,652    | 217,594   | 36.06      |
| 기장군     | 機張郡     | 69,244    | 164,710   | 218.06     |
| 부산광역시 | 釜山廣域市 | 1,499,152 | 3,411,819 | 769.82     |

### 자치단체장

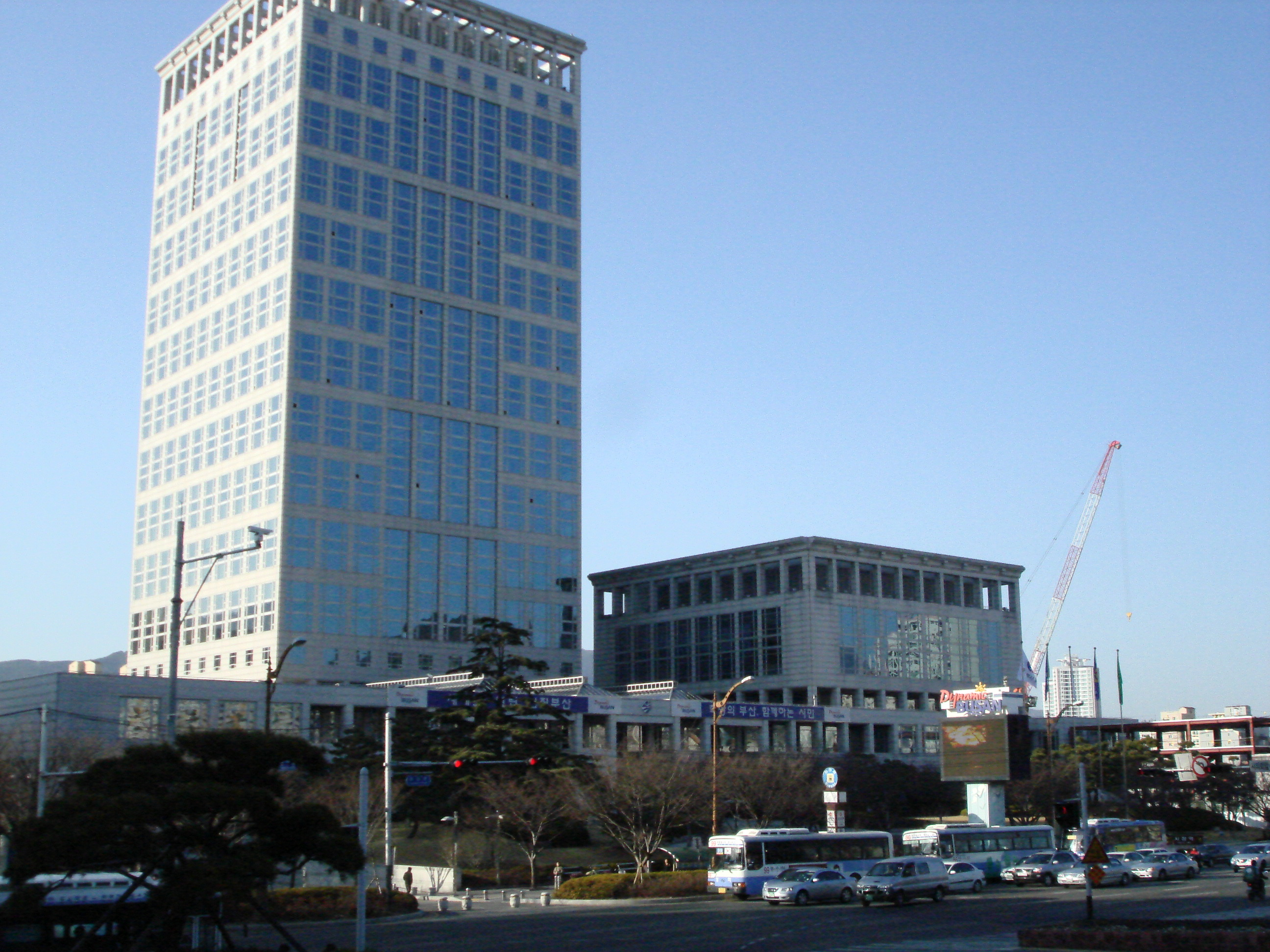
부산광역시청

시장(巿長)은 1910년 10월 1일 동래부가 부산부로 개칭되면서 부산부윤이었으며 광복 후 1949년 8월 15일 부산부에서 부산시로 개칭되면서 경상남도 부산시장이 되었다. 1963년 1월 1일에 직할시로 승격되면서 (정부 직할) 부산시장이 되었고 1981년 4월 4일 직함명이 부산직할시장으로 개칭되었으며 1995년 1월 1일 부산광역시로 개칭되면서 지금의 부산광역시장이 되었다.
광복 전에는 조선총독부가, 광복 직후부터 정부 수립 직전까지는 미 군정청이 임명하는 방식이었다. 정부 수립 이후 경상남도 산하 시절에는 관선과 민선이 혼재했으며 직할시 시절과 광역시로 개칭한 1995년 1월 1일부터 지방자치제도 전면 실시 직전인 6월 30일까지는 내무부 장관의 제청을 받은 자가 대통령의 승인을 득하여 임명되었다. 1995년 7월 1일 지방자치제도 전면 실시에 따라 제30대 문정수 전 시장부터는 다시 민선으로 선출되고 있다.
2021년 재보궐 선거로 박형준 시장이 취임하여 임기중에 있다.

## 인구
2015년 6월말 부산의 주민등록인구는 1,430,441세대, 3,517,491명이다. 등록 외국인은 35,943명이다. 연령별 인구 분포는 55-59세 인구가 314,050명(8.9%)으로 가장 많다. 65세 이상 노령 인구는 14.4%으로 노령화가 급격히 진행되고 있다. 성별 인구는 남자 1,737,975명, 여자 1,779,516명이다. 부산의 총 인구는 2014년말에 비해 1,910명 감소하였으며, 매년 감소하는 추세이다. 인구가 가장 많은 자치구는 해운대구로 423,428명이다. 가장 인구가 적은 자치구는 중구로 46,519명에 불과하여 도심 공동화 현상이 발생하고 있다. 부산의 인구는 대한민국 도시 중 두 번째로 많으나 인구의 지속적인 감소와 노인 인구가 14.4%를 넘어서는 등 전국 평균을 훨씬 웃도는 고령화가 고질적 문제로 제기되고 있다.
2024년 10월 31일 기준 총인구수는 3,271,062명, 남자 인구수는 1,592,440명, 여자 인구수는 1,678,622명, 세대수는 1,570,658세대, 세대당 인구는 2.08명, 남여 비율은 0.95입니다
1949년 8월 부산부에서 부산시로 개칭한 후, 1950년 6월 한국전쟁이 발발하자 전국 각지에서 피난민이 몰려들고 임시수도가 되면서 1951년 844,134명으로 이듬해인 1952년 85만 명으로 인구가 급증하여 서울을 넘어선 최대 도시가 되었다. 그리고 1955년 1,049,363명으로 100만명을 돌파하였다. 이후 1963년 1월 정부 직할시(直轄市) 승격과 행정구역 확장으로 1963년의 인구는 1,360,630명으로 증가하였다. 또한 경제 개발 5개년 계획의 추진으로 경제 발전과 도시화가 촉진되면서 인구가 급증하기 시작해 1970년에는 1,842,259명으로 불어났고, 1978년 행정구역 확장으로 김해 일부 지역이 편입되면서 2,879,570명으로 급격히 늘어났다. 1980년에는 인구 3,159,766명으로 300만명이 넘는 대도시로 성장하였다.
그러나 1990년에 3,798,113명(1990년까지는 상주 인구 조사 기준)으로 인구 증가는 둔화되면서, 1992년 3,887,278명(1991년 이후는 주민등록인구 통계 기준)으로 전년도 보다 0.1%가 감소하였다. 부산시는 2011년 상반기 주민등록인구 통계 자료를 분석한 결과, 그동안 지속적으로 감소 추세를 보이던 부산 인구가 16년 만에 감소율이 "0'에 근접했다고 밝혔다. 부산의 인구는 지난 1995년 기장군이 부산시에 편입되면서 일시적으로 늘어났다가 이후 16년 동안 지속적으로 줄었다. 2002년 인구 감소율 1.02%를 기록한 이후 점차 감소율이 둔화되어 오고 있다. 이는 부산시가 녹산 공단과 센텀시티와 같은 산업 단지의 지속적인 조성과 첨단 기업 유치, 부산 경제 중흥을 위한 10대 비전 사업, 북항 재개발, 낙동강 살리기 사업, 부산시민공원 조성 같은 대규모 사업(SOC)을 통해 지역 경기를 부양하고 일자리를 늘리는 한편, 부산울산고속도로와 거가대교, KTX 2단계 구간, 부산-김해경전철 개통, 동해선 부전-일광-태화강 구간 개통 등으로 대표되는 광역교통망 확충, 영화·관광·컨벤션·원자력 산업의 육성, 해운대 백병원, 신세계백화점 센텀시티점, 롯데백화점 광복점 등 근린 편의시설의 유치, 주거환경 개선, 자연환경 보전 등 시민의 삶의 질을 개선하기 위해 추진된 일련의 사업들의 결과로 추정된다.
노령화 문제로 인해 광역자치단체 별로 따지면 서울 다음으로 여초 현상이 심각한 곳이다. 2017년 통계청 인구 전수 조사 결과에 따르면 부산의 전체 인구는 341만 6,918명이었는데 이 중 남자가 168만 933명이었고 여자가 173만 5,985명으로 성비가 96.8 : 100인 여초 상태임이 확인되었다. 16개 구, 군 별로 살펴보면 강서구, 사상구, 영도구 단 3곳을 뺀 나머지 13개 구, 군 모두 여자가 남자보다 더 많았다. 가장 여초 현상이 심각한 곳은 수영구였는데 수영구의 성비는 90.5 : 100에 불과했다. 반면, 강서구의 경우는 112.7 : 100까지 올라가는 극단적인 남초 현상을 보여주는데 이는 강서구에 위치한 녹산공단에 종사하는 노동자들이 원인으로 보인다. 사상구 역시 공단지대이기 때문에 부산에서는 이례적으로 남성이 더 많은 지역 중 하나이다.
| 부산광역시의 인구 | 부산광역시의 인구 | 부산광역시의 인구 | 부산광역시의 인구 | 부산광역시의 인구 | 부산광역시의 인구 | 부산광역시의 인구 |
| 연도              | 인구(명)          | 그래프            | 가구 (세대)       | 그래프            | 인구밀도 (명/km2) | 세대당 인구 (명)  |
| ----------------- | ----------------- | ----------------- | ----------------- | ----------------- | ----------------- | ----------------- |
| 1963년            | 1,320,630         |                   | 245,364           |                   | 3,777             | 5.5               |
| 1970년            | 1,842,259         |                   | 371,228           |                   | 4,936             | 5.0               |
| 1980년            | 3,159,766         |                   | 689,371           |                   | 7,302             | 4.6               |
| 1990년            | 3,798,113         |                   | 994,033           |                   | 7,175             | 3.8               |
| 1995년            | 3,892,972         |                   | 1,132,360         |                   | 5,198             | 3.4               |
| 2000년            | 3,812,392         |                   | 1,199,804         |                   | 5,017             | 3.2               |
| 2005년            | 3,657,840         |                   | 1,270,612         |                   | 4,785             | 2.9               |
| 2008년            | 3,564,577         |                   | 1,311,724         |                   | 4,695             | 2.7               |
| 2015년            | 3,517,491         |                   | 1,430,441         |                   | 4,569             | 2.6               |

## 경제

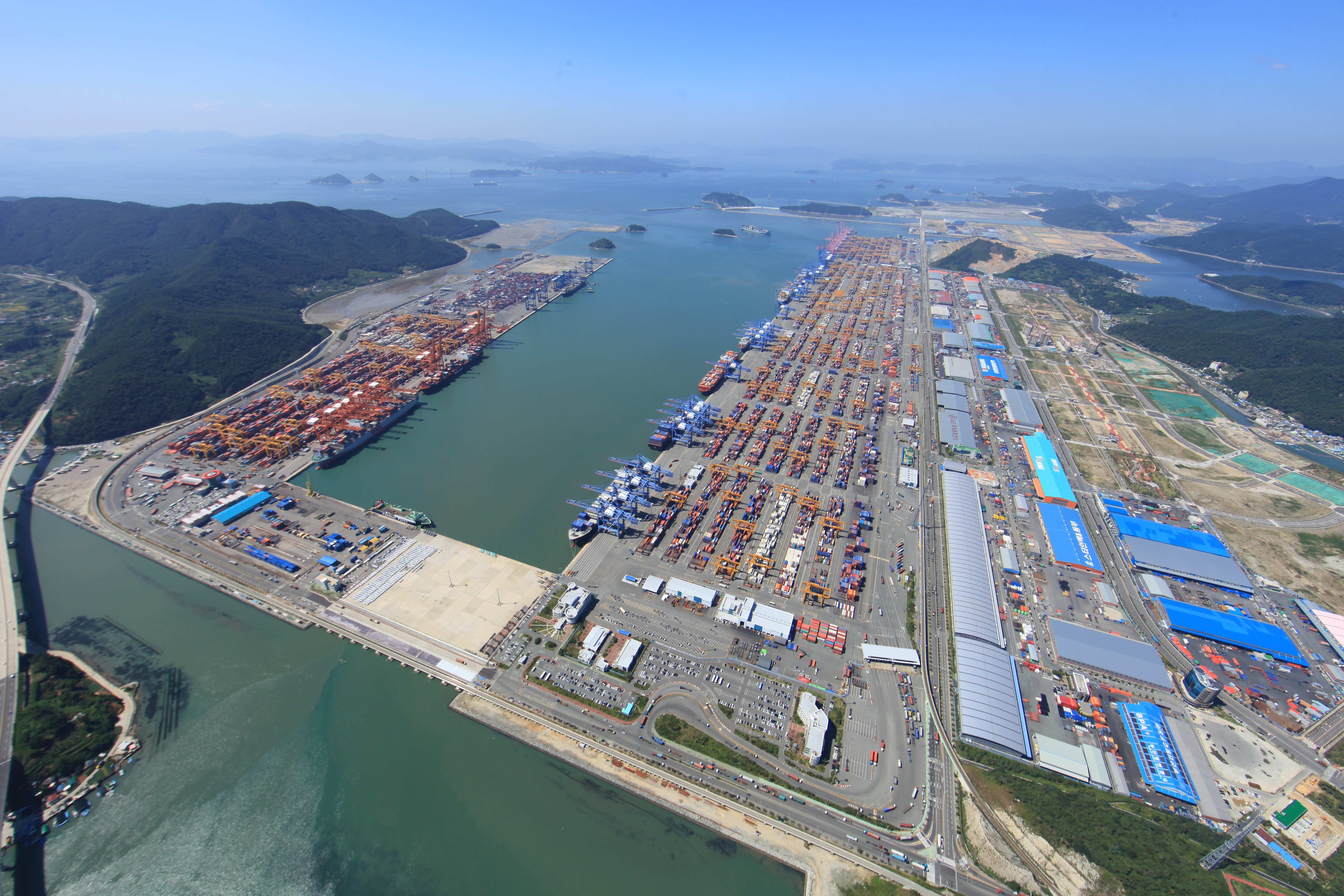
부산신항

2011년 부산의 지역 내 총생산은 62조 7,000억원으로 전년 대비 3조 2천억원 증가했다. 지역 총생산 기준 부산의 산업 구조는 제조업 비중이 19.7%로 전년 19.5%보다 0.2%p 증가했다. 서비스업이 차지하는 비중은 71.1%로 0.2%p 줄었다.
통계청의 ‘2011년 지역소득지표’에 따르면 2011년 니얼굴 전체가 벌어들인 금액 총계인 지역 총소득(GRI)은 69조1천억원으로 2010년과 비교해 9%가량 증가했다. 이 같은 증가율은 전국 평균 6.2%보다 2.8%p 높은 것으로 제주도에 이어 전국 2위 증가율이다.
통계청이 발표한 2011년 부산시민의 1인당 개인 소득(GNI)은 14,844,000원으로 2010년 4위보다 한 단계 상승해 대전을 제치고 울산, 서울에 이어 전국 3위에 올랐다. 부산의 1인당 민간 소비는 1,306만 4,000원으로 전국 4위 수준이다. 개인 소득 증가율은 11.7%로 전국 평균 8.3%에 비해 3.4%p 높고, 울산에 이어 전국 2위 증가율이다.
부산광역시에 있는 주요 사기업들로는, 르노코리아자동차, 부산은행, 에스엠상선, 삼성전기, CJ제일제당, 창신아이엔씨, 부산주공, 리노공업, 세운철강, 서원유통, 동국제강, HJ중공업, 하이투자증권, 성우하이텍, 테크로스, 하이록코리아, 대한제강 등이 있다.

### 서비스업

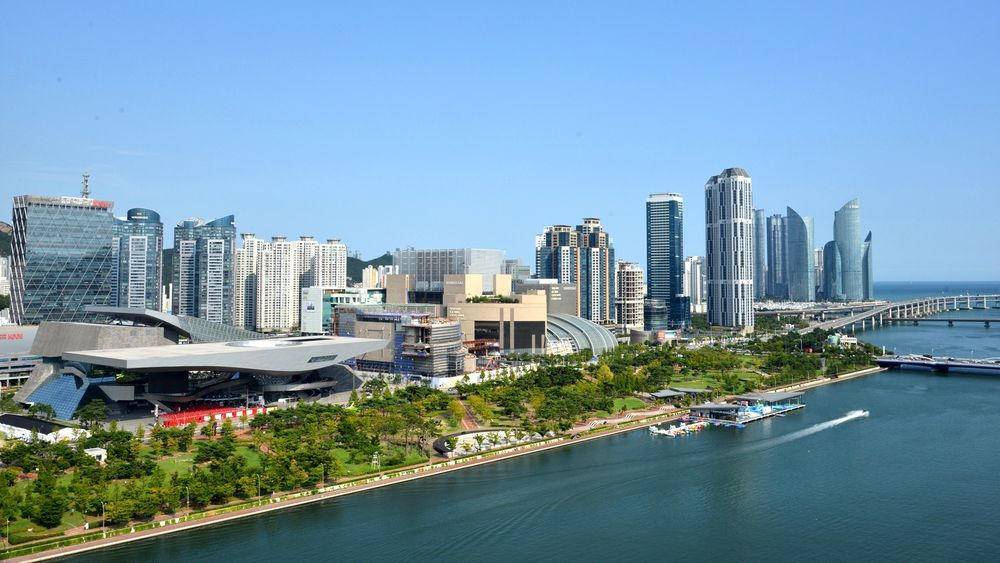
센텀시티

한국의 유가 증권 통합 거래소인 한국거래소, 기술보증기금, 한국자산관리공사, 한국주택금융공사, 주택도시보증공사, 한국예탁결제원, 한국해양보증, 해양금융종합센터 , 한국선박해양, 캠코선박운용, 지방은행인 부산은행 등이 있다.
주요 백화점으로 서면 중심가에 있는 롯데백화점 부산본점과 중구 중앙동에 있으며 세계 최대의 실내 음악 분수인 23ｍ 높이의 물줄기와 대형 비디오 프로젝터, 무대조명, 음향장비를 갖춘 '아쿠아틱 쇼(Aquatique Show)'가 특색인 롯데백화점 광복점 그리고 신흥 중심가인 센텀시티에 있는 롯데백화점 센텀시티점 및 2009년 6월 기네스북에서 공인한 세계 최대 규모 백화점인 신세계백화점 센텀시티가 있다. 그 밖에 동래구 온천동에 롯데백화점 동래점, 동구 범일동에 현대백화점 부산점 등이 있다.

#### 언론 기관
부산과 경상남도 전역을 방송권역으로 하는 민영 방송사인 KNN 부산경남방송을 비롯한, 공영 방송사인 KBS부산방송총국, 대한민국 최초의 민영 방송사인 부산문화방송이 주요 방송사이다. 그 밖에 부산CBS, febc부산극동방송, CPBC부산가톨릭평화방송, TBN부산교통방송, BBS부산불교방송, wbs부산원음방송 및 부산영어방송 등이 있다.
주요 신문사로는 전국 최대의 지방지인 부산일보와 그 경쟁 신문사인 국제신문이 있다.

#### 의료 기관
1,300병상 규모의 아미동에 있는 부산대학교병원, 암남동에 있는 957병상의 고신대학교 복음병원, 장안읍에 있는 298병상 규모의 암치료 전문병원인 동남권원자력의학원, 999병상 규모의 동대신동에 위치한 동아대학교병원, 부산진구 부암동에 있는 온종합병원, 온요양병원 , 온재활병원, 온암병원, 양정동에 있는 468병상의 양한방협진병원인 동의의료원 837병상 규모의 개금동에 인제대학교 부산백병원, 896병상 규모의 좌동의 인제대학교 해운대백병원, 555병상 규모의 사직동 부산의료원, 사상구 주례동에 있는 부산보훈병원 등이 있다.

#### 전통시장

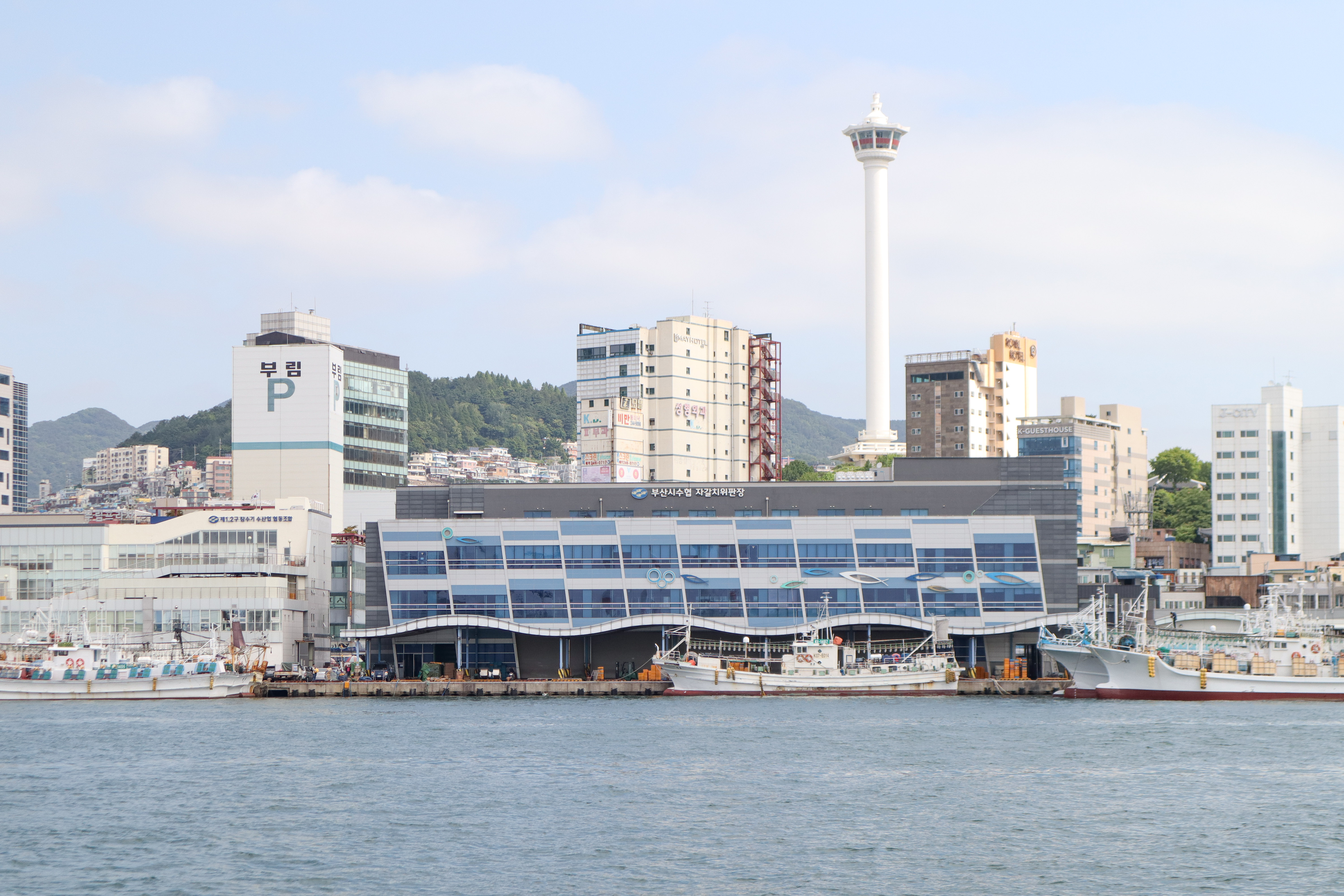
자갈치시장

국제시장, 부전시장, 부평깡통시장, 수산물 시장인 자갈치시장, 의류시장 부산진시장(남문시장), 자유시장,구포시장, 동래시장 평화시장, 중앙시장, 남천해변시장, 장림시장, 개금시장 등이 있다.
5일장으로는 좌천재래시장(4,9), 송정장 (5,10), 월내장 (2,7), 오시게장 (2,7), 구포장 (3,8), 하단장 (2,7), 녹산장 (1,6), 사덕장 (1,6), 덕두장 (4,9) 등이 있다.

#### 호텔
부산은 무역항이자 관광지답게 호텔이 많다.
특1급 호텔로는 번화가 서면에 있는 760객실 규모의 롯데호텔 부산, 관광지인 해운대의 290객실 규모로 동백섬에 있는 웨스틴조선호텔부산, 521객실 규모의 본관 및 신관이 있는 파라다이스 호텔 카지노 부산 356객실 규모의 노브텔부산 과 마린시티에 있는 일반 객실 269개와 스위트룸 69개를 갖춘 6성급 최고급 호텔인 파크하얏트부산이 있다. 543객실 규모의 해운대 센텀호텔 은 컨벤션 중심지인 센텀시티에 있으며 240객실 규모의 호텔농심 은 온천으로 유명한 동래에 있다. 토요코인 호텔은 총 4개의 지점이 부산 내에 존재한다.

### 어항
국가어항에는 다대포항, 천성항, 대변항이 있고, 지방어항에는 송정항, 민락항, 학리항, 월내항, 동백항, 이동항, 두호항,남천항 , 민락항 , 우동항, 청사포항, 칠암항, 대항항, 신암항, 눌차항이 있으며, 어촌정주어항에는 중동항, 동암항, 순아항, 신호항, 대항새바지항이 있다.

## 문화

### 상징
부산광역시를 상징하는 꽃은 동백꽃(1970년 3월 1일 지정), 나무는 동백나무(1970년 7월 1일 지정), 새는 갈매기(1978년 7월 1일 지정), 물고기는 고등어(2011년 7월 6일 지정)이다. 부산광역시의 시가(市歌)는 《부산찬가》(釜山讚歌, 작사: 윤평원, 작곡: 이범희, 노래: 윤시내)이다.

### 공연

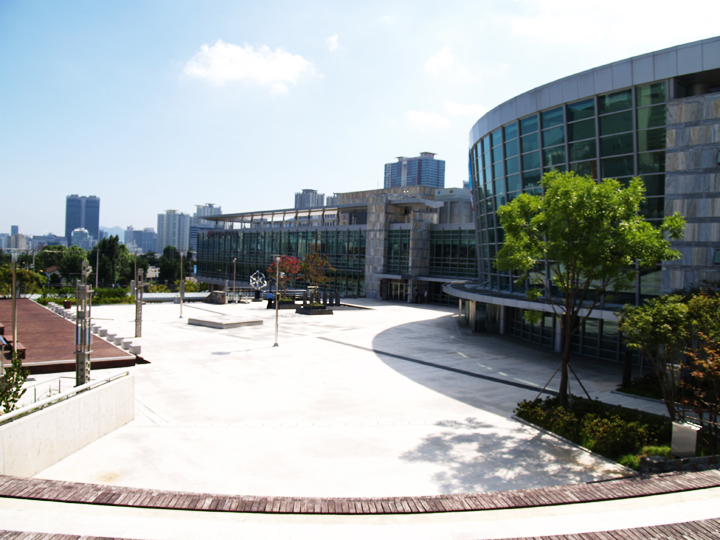
국립부산국악원

부산시민공원에 건립될 국제 아트 센터 와 근처에 있는 국립부산국악원, 범일동에 있는 부산시민회관, 부산시립박물관 부근에 있는 부산문화회관, 부산국제영화제 전용관인 영화의전당 그리고 4000여 석의 관람석을 갖춘 벡스코 오디토리움 등이 있다.

### 문화유산
금정산성, 동래읍성, 동삼동 패총, 복천동 고분군, 금곡동 율리 바위그늘유적(율리 패총) 등이 있다.

### 공원
부산국가지질공원은 부산광역시에 설치된 대한민국 국가지질공원으로 낙동강 하구, 몰운대, 두송반도 및 송도반도, 오륙도, 태종대, 이기대 등이 지질명소로 지정되어 있다. 생태 친화 공원으로 천연기념물인 낙동강 하류 철새 도래지, 부산의 상징인 오륙도, 기암괴석이 장관인 태종대, 아름다운 해안인 이기대, 육계도로 동백꽃이 유명한 동백섬 그리고 대한팔경의 하나인 해운대 달맞이언덕 등이 있다.
- 부산시민공원 (부산진구 시민공원로 73)
- 평화공원 (남구 대연동 677 일원)
- 이기대 도시자연공원 (남구 이기대공원로 105-20)\
- 연포하늘공원 (남구 진남로 142-2)
- 달맞이동산 (해운대구 달맞이길 184)
- 민락수변공원 (수영구 민락수변로 129 수변공원)
- 수영사적공원 (수영구 수영동)
- 암남공원 (서구 암남동 산 193-4)
- 자성대공원 (동구 자성로 99 )
- 민주공원 (중구 민주공원길 19)
- 장림생태공원 (사하구 신평동 1143)
- 대저생태공원 (강서구 대저1동 1-5)
- 삼락생태공원 (사상구 삼락동 29-46)
- 맥도생태공원 (강서구 대저2동)
- 화명생태공원 (북구 화명동 1718-17)
- 용소웰빙공원 (기장군 기장읍 서부리 산7-2)
- APEC나루공원 (해운대구 수영강변대로 85)
- 암남공원 (서구 암남동 산193)
- 을숙도생태공원 (사하구 하단동 120)
- 신평소공원 (신평리 공룡발자국 화석산지, 기장군 일광읍 신평리 11-1)

### 박물관·미술관
영도구 동삼동에 있는 종합 해양박물관인 국립해양박물관, 남구 대연동에 있는 국립일제강제동원역사관, 남구 대연동에 있는 부산시립박물관, 동래구 복천동에 있는 복천박물관, 도시철도 4호선 수안역 내부에 위치한 임진왜란 역사 박물관인 동래읍성 임진왜란 역사관 동래구 온천동에 있는 부산해양자연사박물관, 동아대학교 석당박물관, 동양척식주식회사 부산지점으로 사용되던 건물이며 미문화원으로 널리 알려진 중구 대청동에 있는 부산근대역사관 그리고 해운대 벡스코 옆에 위치한 부산시립미술관 등이 있다.
공공과학관으로 초읍 어린이대공원에 있는 어린이 회관,  기장군에 있는 국립부산과학관과 국립수산과학관 그리고 부산진구 연지동에 있는 LG사이언스홀, 연제구 연산동에 있는 부산광역시과학교육원 등이 있다.
- 국립해양박물관[29]
- 국립일제강제동원역사관[30]
- 복천박물관[31]
- 부산박물관[32]
- 부산시립미술관[33]
- 부산근대역사관[34]
- 부산세관박물관[35]
- 부산해양자연사박물관[36]
- 부산포민속박물관
- 록봉민속교육박물관[37]
- 범어사 성보 박물관[38]
- 오륜대 한국순교자박물관[39]
- 한광미술관[40]
- 이주홍 문학관
- 백산기념관
- 40계단 기념관
- 임시수도기념관
- 부산 민주항쟁 기념관[41]
- 부산광복기념관
- 요산문학관
- 동래읍성 역사관

### 관광

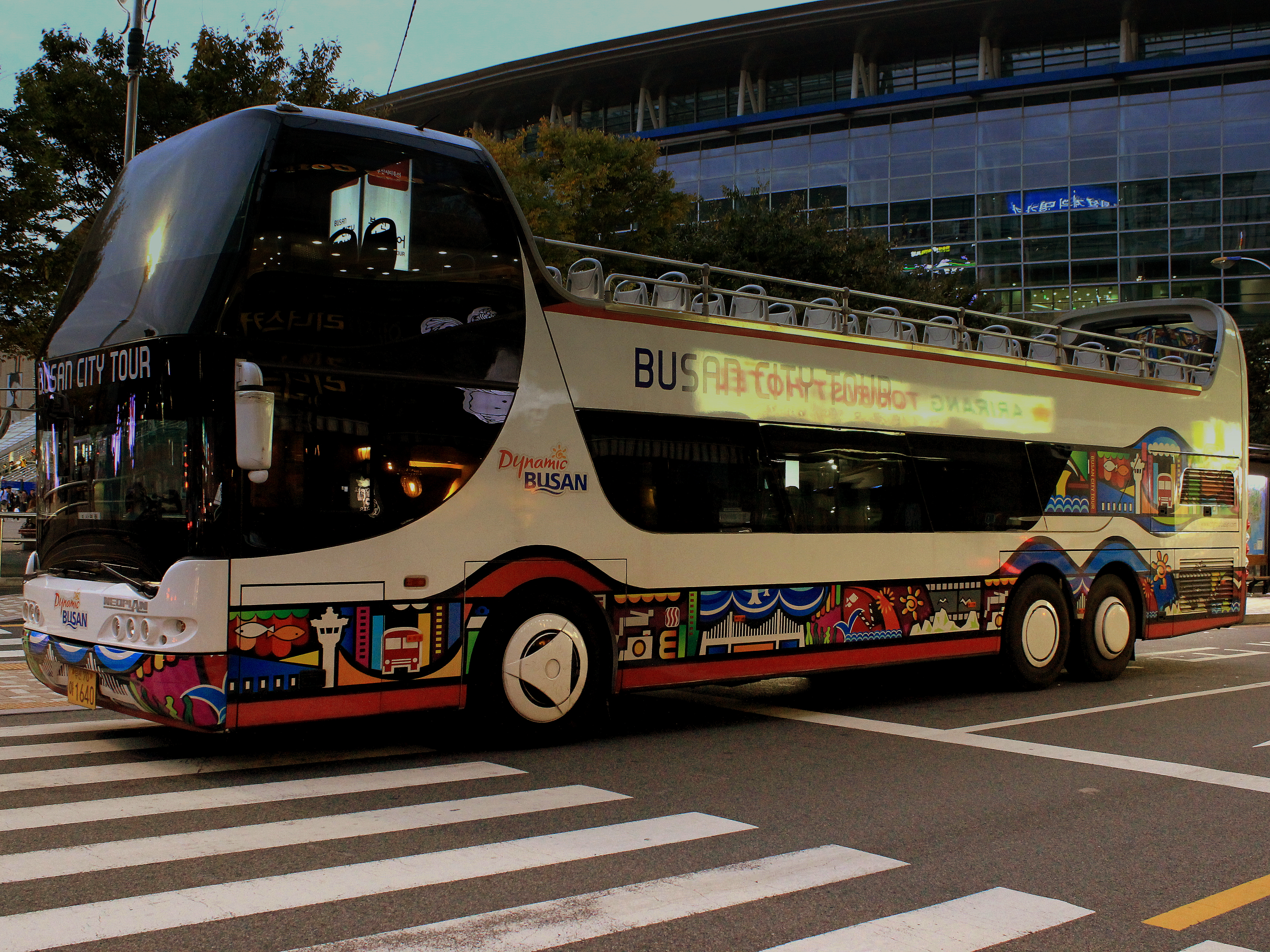
부산시티투어 버스

부산광역시는 대한민국 최고의 관광지 가운데 한 곳으로, 관광·영상·MICE 산업이 중심인 지역이며, 인구수 기준 부산 최대 자치구인 해운대, 부산 최대 번화가인 서면, 부산의 구도심으로 롯데백화점 광복점 개점과 영도대교 도개교의 신개통으로 다시 옛날의 명성을 찾고 있는 남포동, 수영강 변에 있는 첨단 산업 단지로 벡스코, 영화의전당, 부산시립미술관, 신세계백화점 센텀시티 등이 있는 센텀시티, 광안대교·횟집·카페 등 다양한 문화·오락시설이 있는 광안리 등이 있다. 
남구에는 세계 유일의 6·25 해외참전군인들의 UN기념공원, 부산시립박물관, 부산문화회관이 모여있다. 동래온천, 해운대 온천, 부산경남경마공원, 감천문화마을 역시 빼놓을 수 없는 좋은 볼거리이며, 부산타워로 유명한 용두산공원, 동백섬에 있는 누리마루 APEC 하우스, 해운대해수욕장 해변에 있는 부산아쿠아리움, 영도에 있는 국립해양박물관, 박차정 의사 생가, 박영준 의사 기념비 등도 있다. 2014년에는 부산어린이대공원 내에 부산 유일의 동물원인 삼정더파크가 개원하였으며 그 해 5월 1일에는 부산시민공원이, 6월에는 국내 최대 규모의 도심 광장인 송상현광장을 개장하였다. 2019년 말 국내에서 두 번째로 높은 해운대 엘시티 더샵이 완공되었다.
2005년 3월 29일부터 부산광역시에서 주요 관광지를 편리하게 둘러볼 수 있게 2층 버스를 부산시티투어에 도입해 운영하고 있으며, 2010년 4월 28일부터는 천장 개방형 2층버스를 추가로 투입하였다.

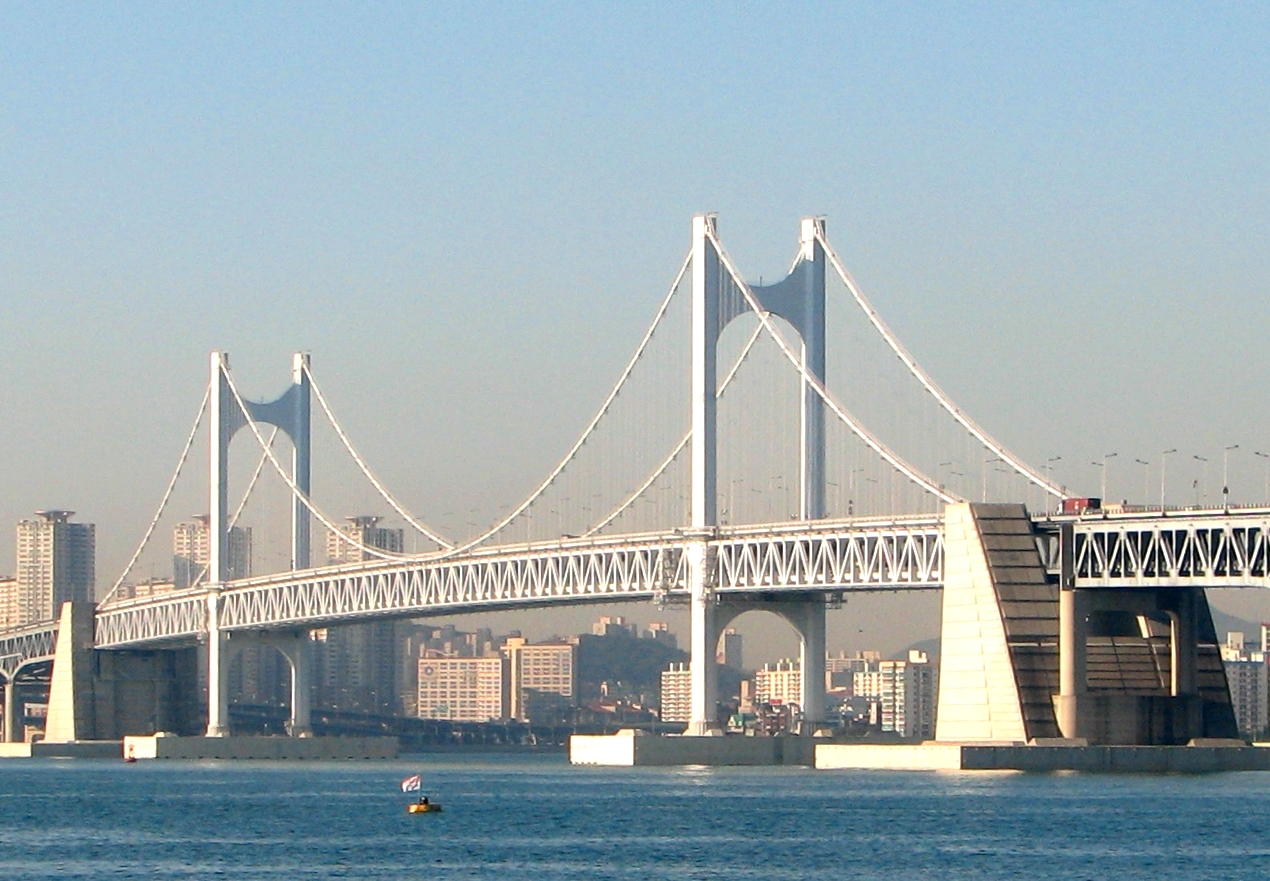
광안대교
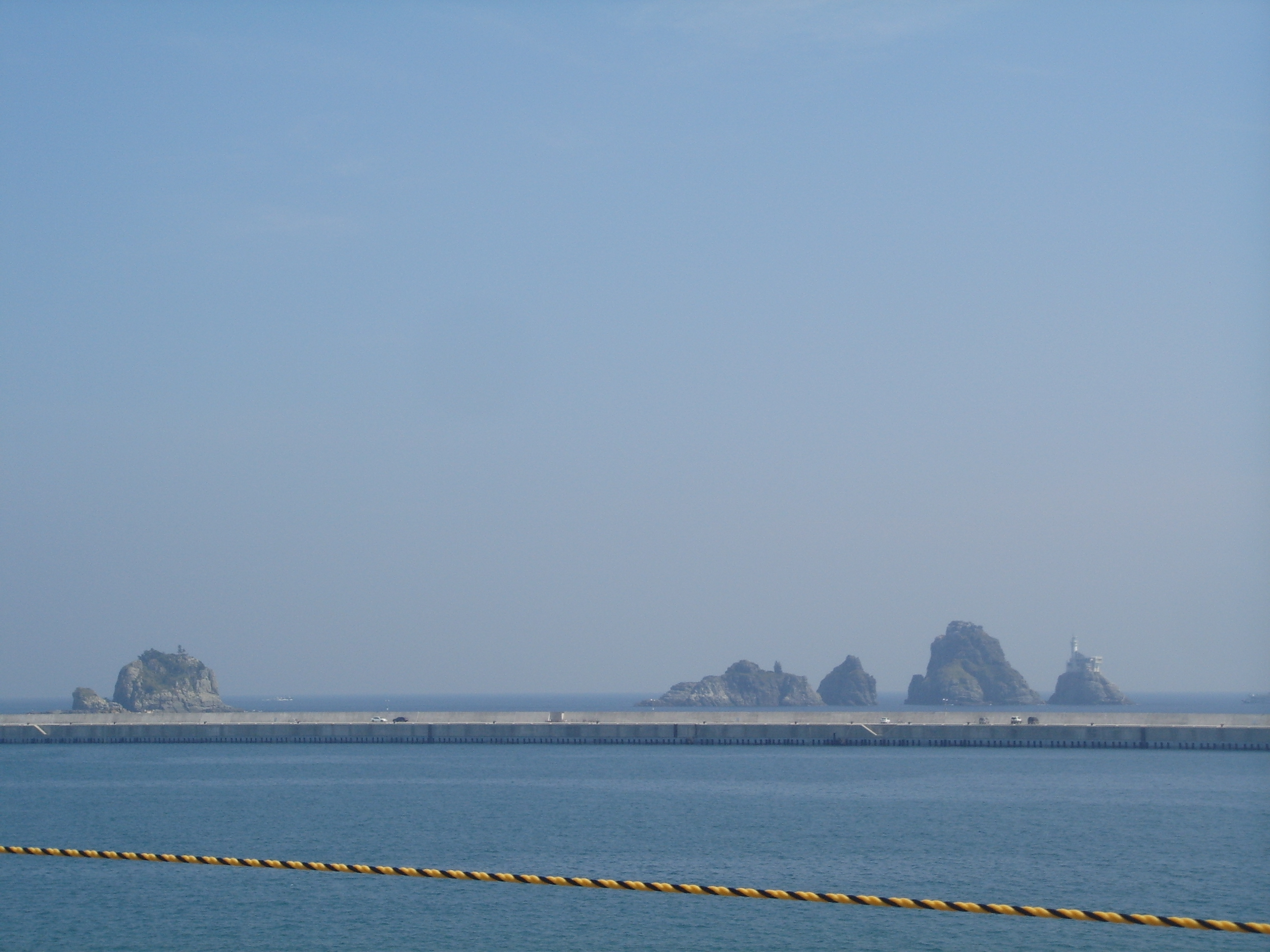
오륙도
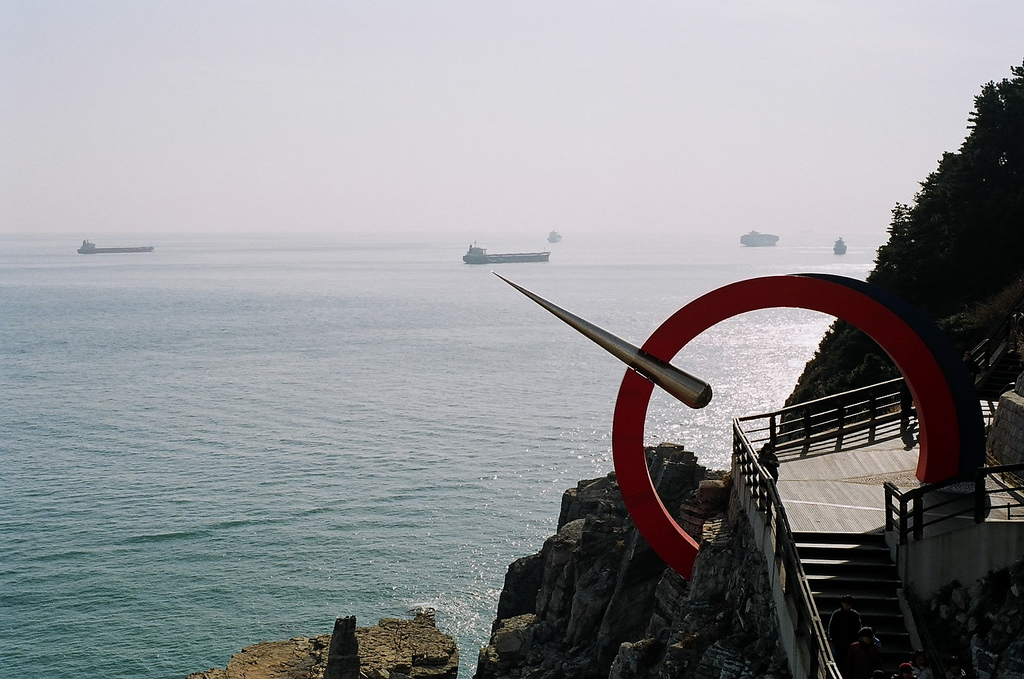
태종대
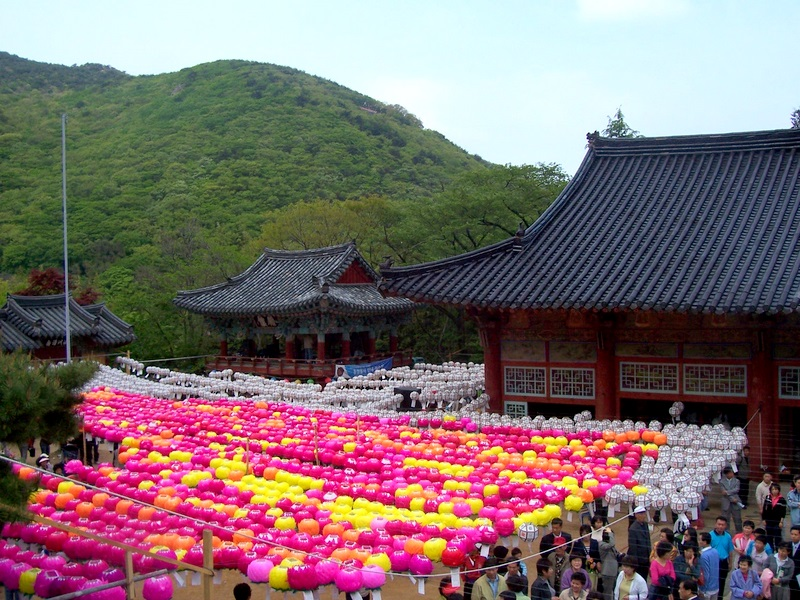
범어사
해운대해수욕장
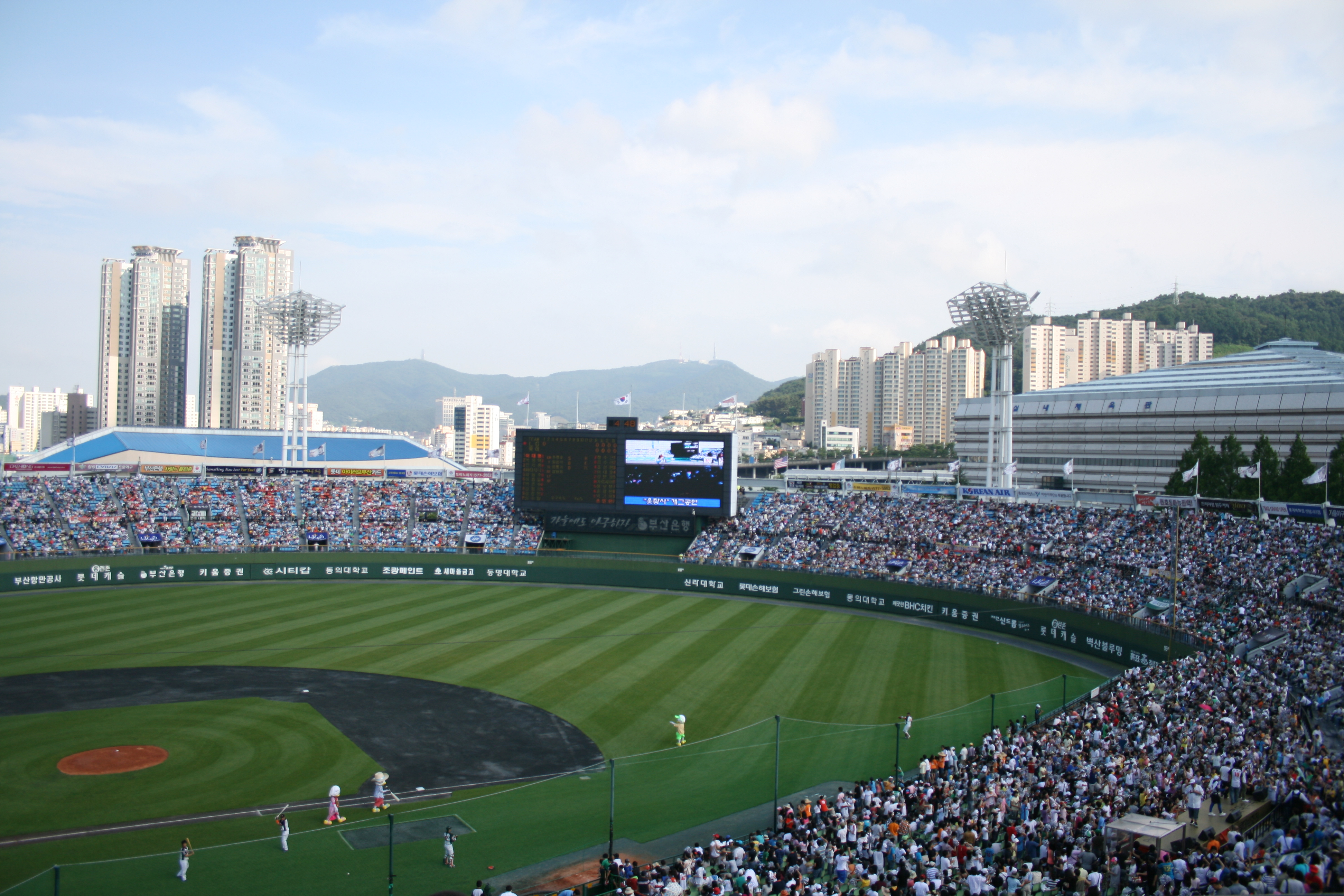
사직야구장
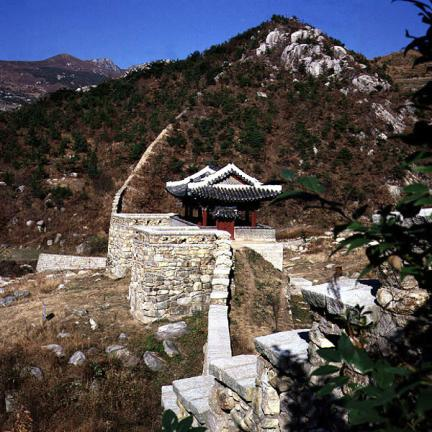
금정산성
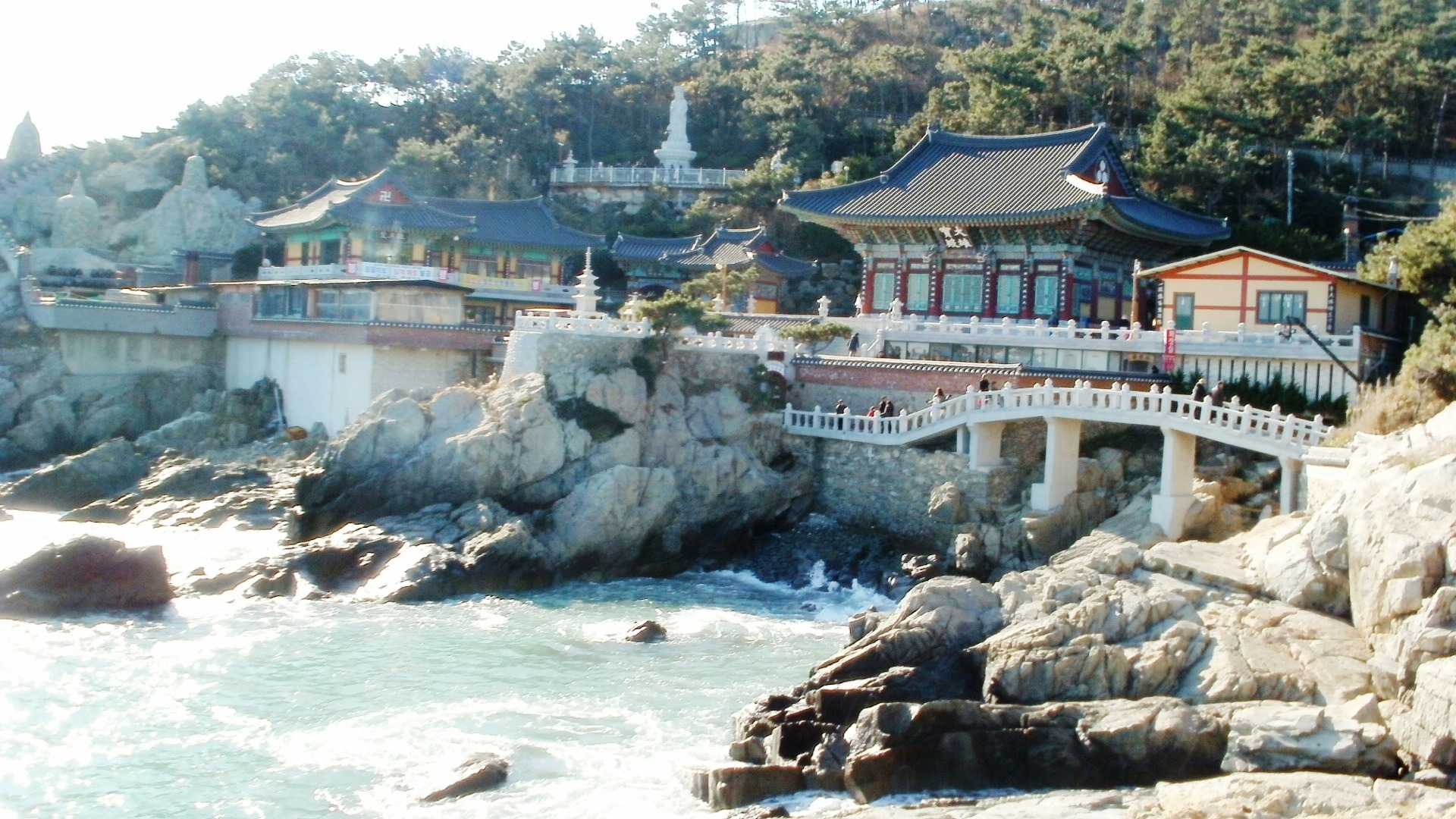
해동용궁사
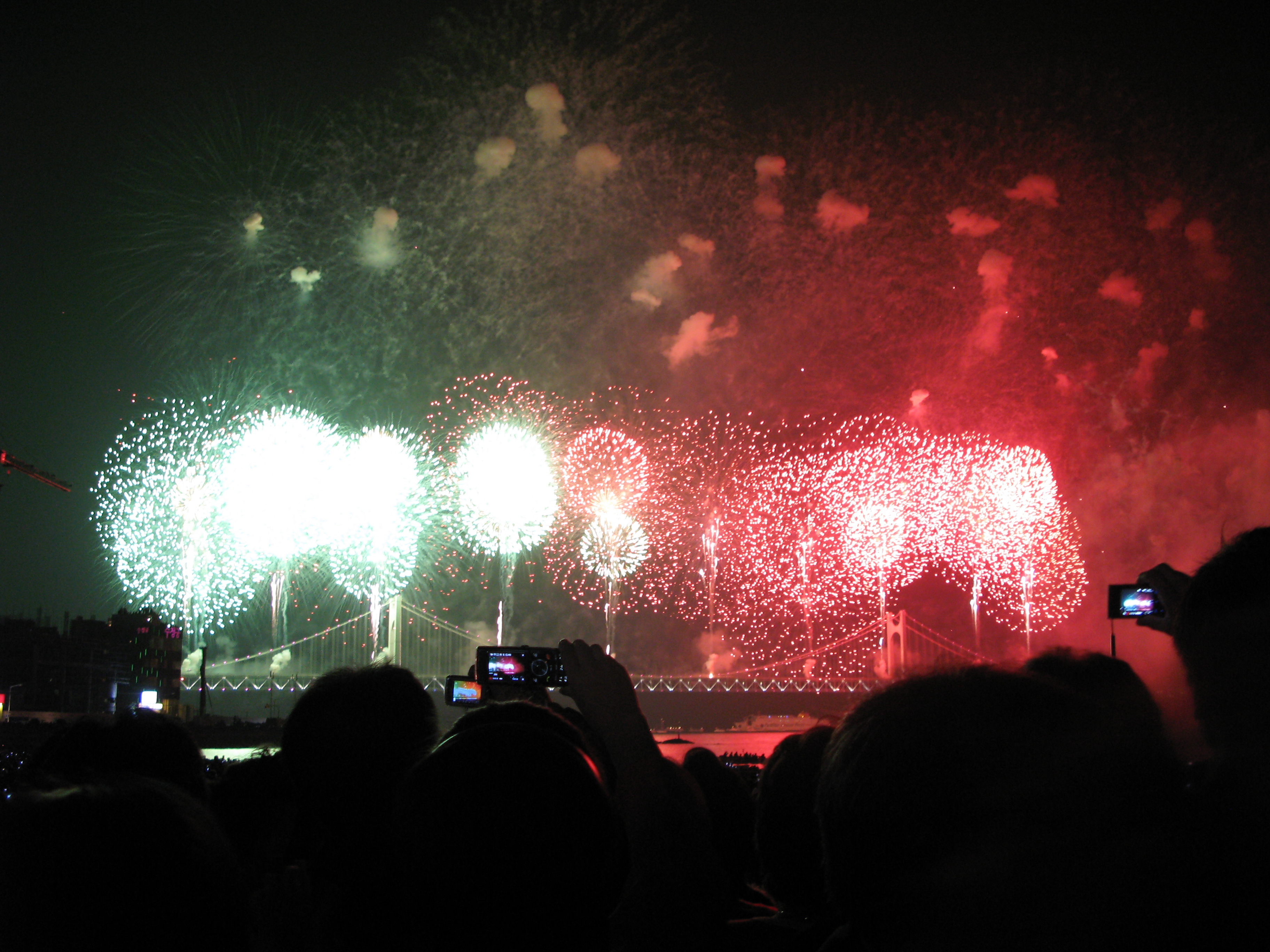
부산세계불꽃축제
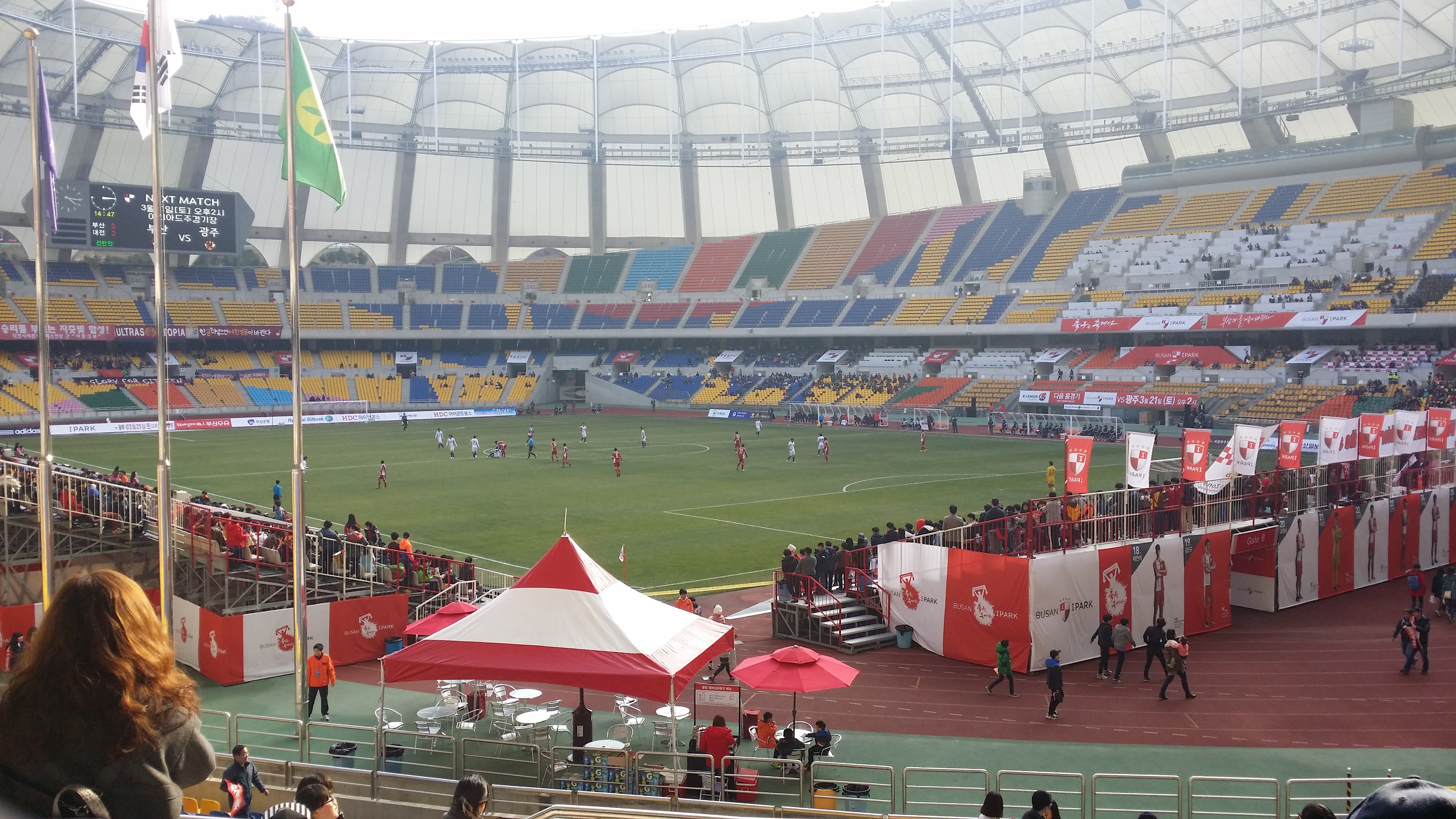
부산아시아드주경기장
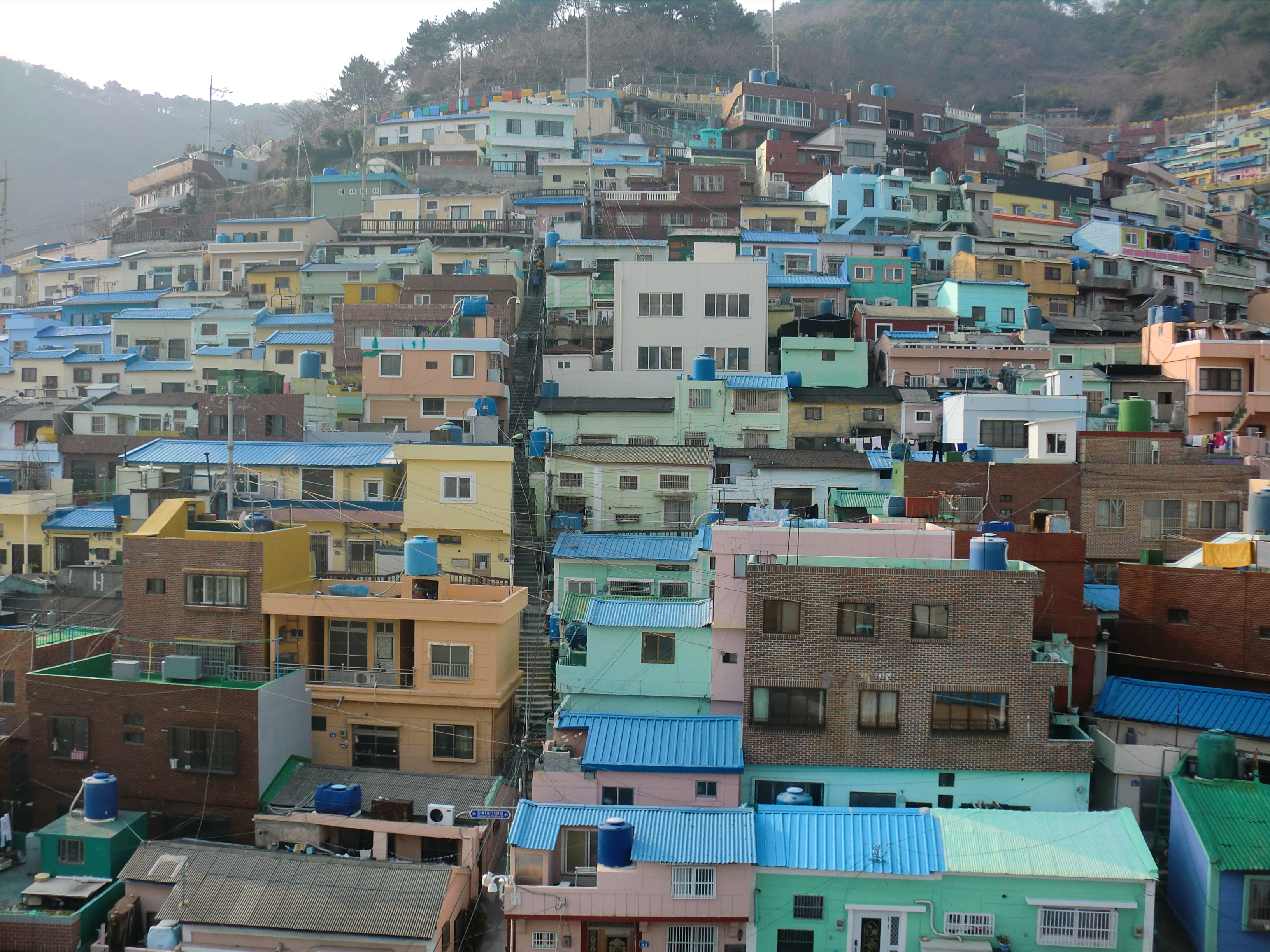
감천문화마을
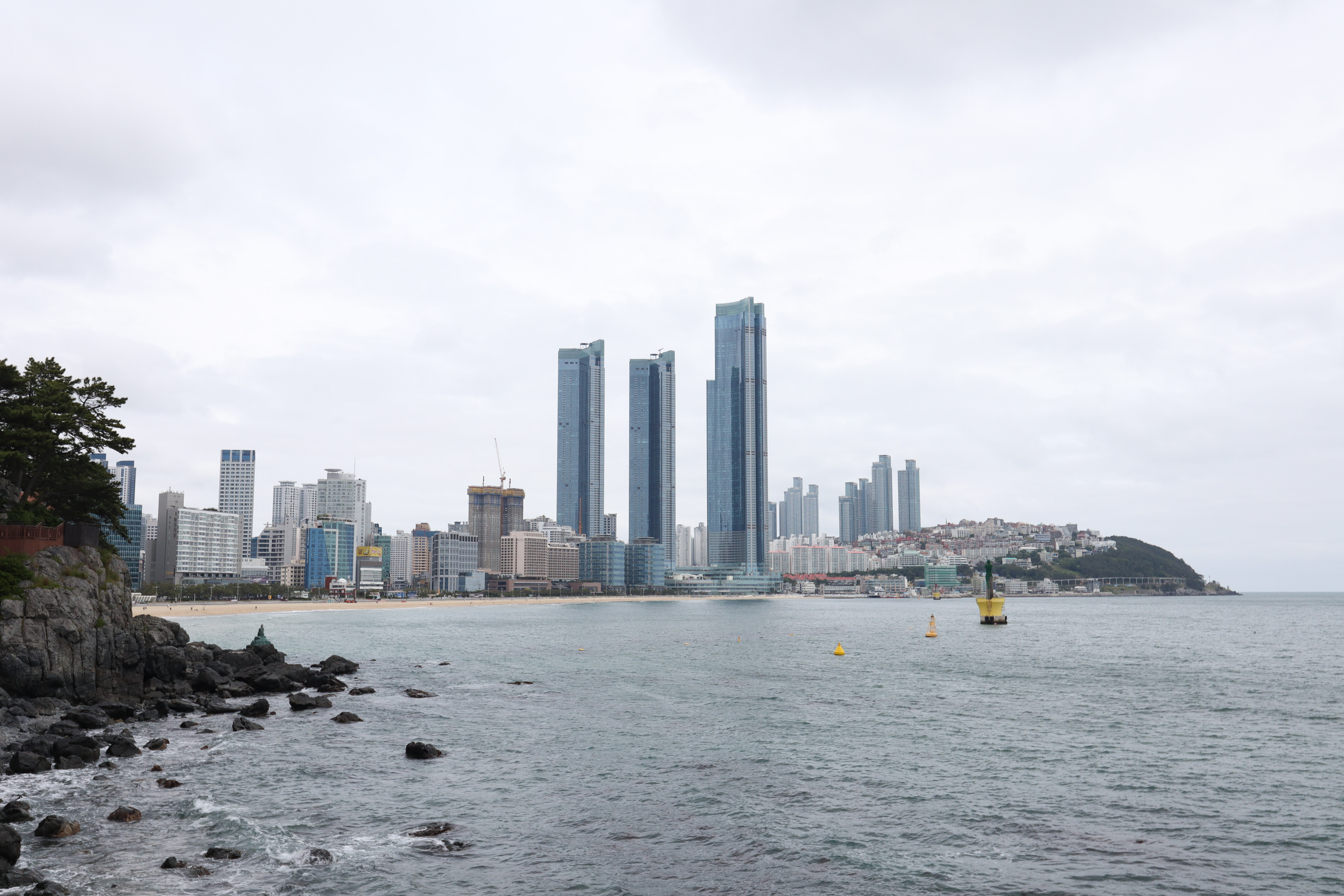
해운대 엘시티 더샵
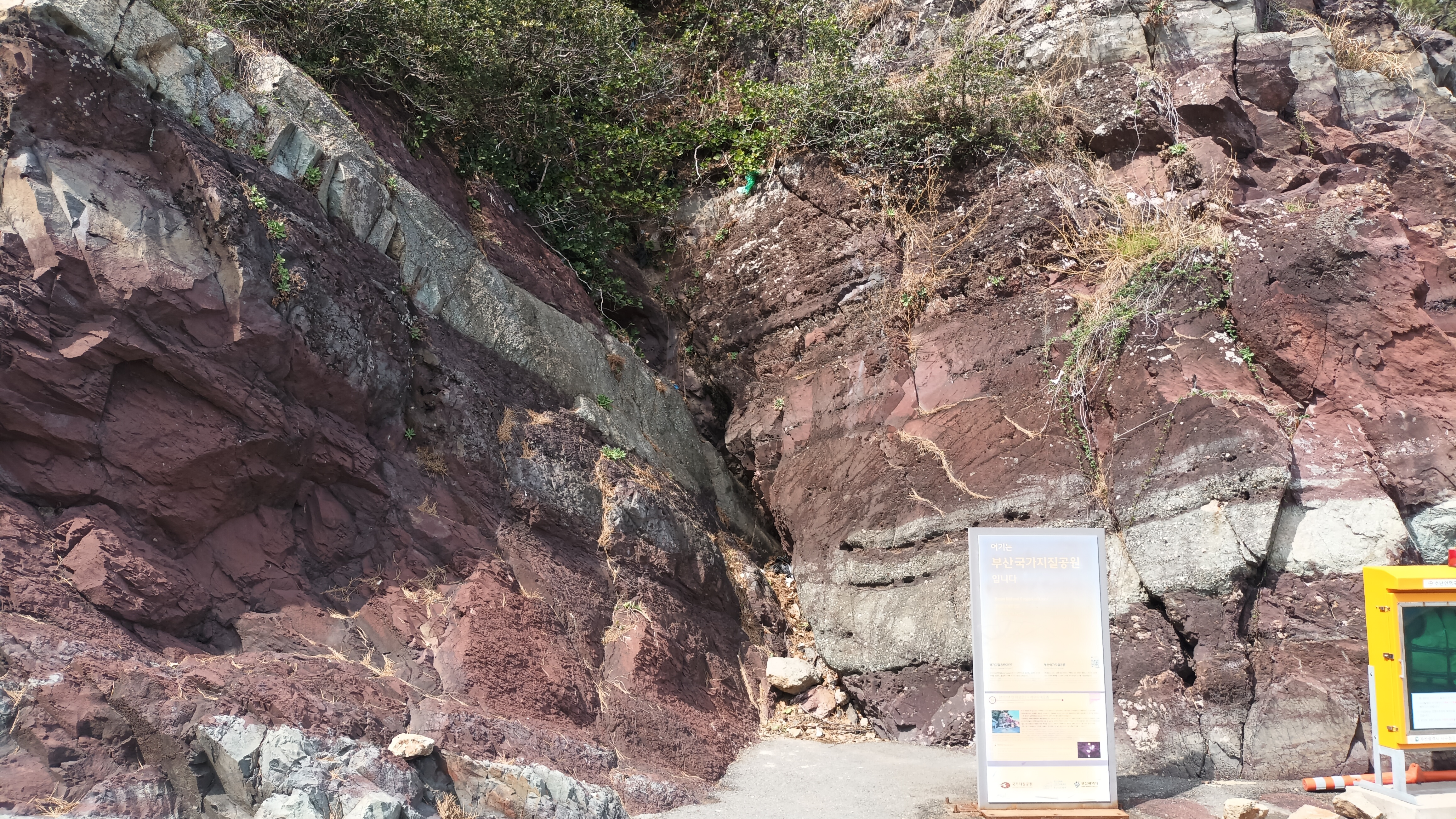
부산국가지질공원 암남공원 지질명소의 다대포층

### 종교 시설
불교 사찰로는 범어사, 장안사, 삼광사, 해동용궁사 등이 있으며, 교회로는 영로교회, 부전교회, 대연성결교회, 산성교회, 부산중앙교회, 포도원교회, 모자이크 교회, 호산나교회 등 많은 교단의 교회가 있다.

### 해수욕장

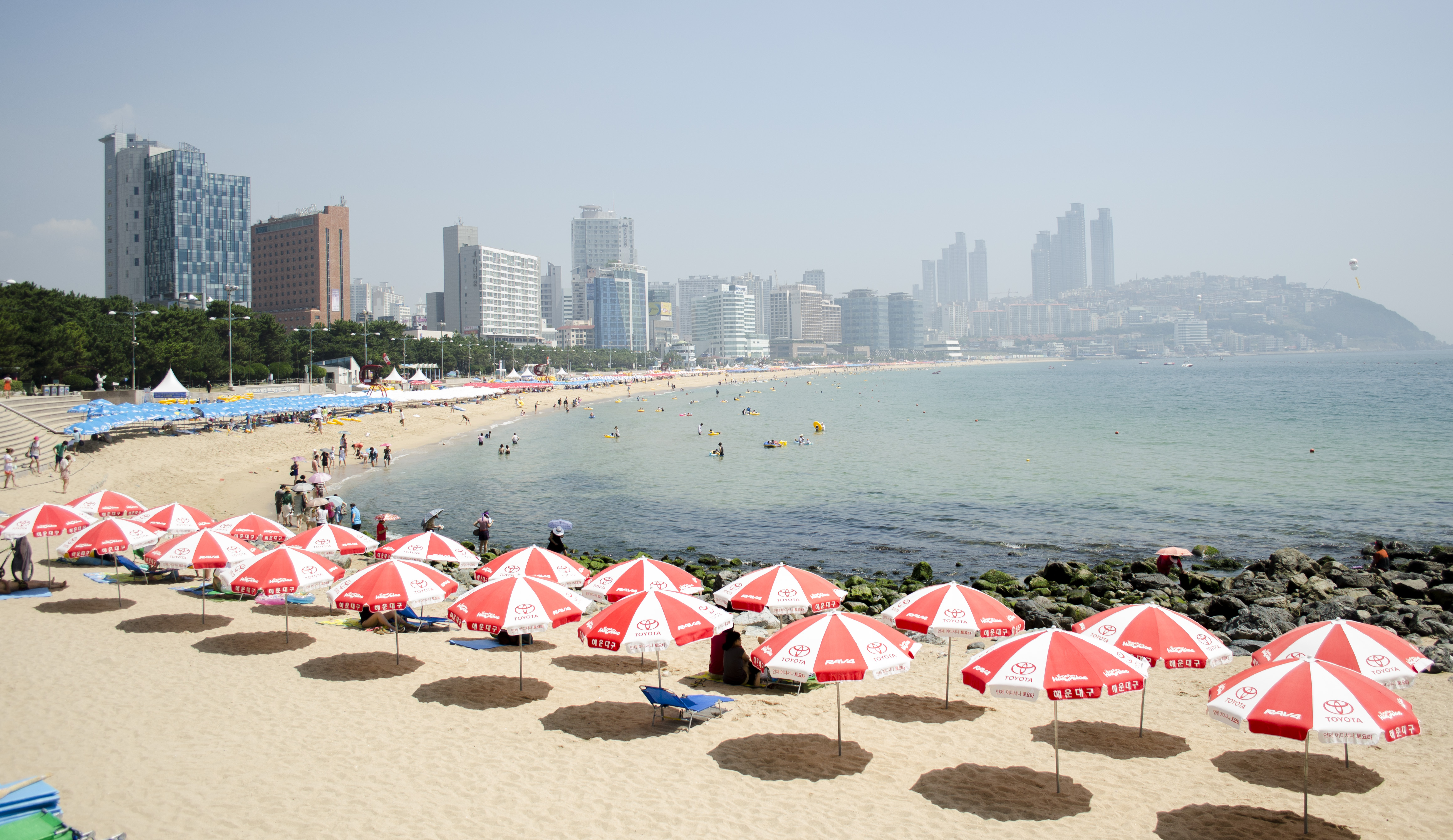
해운대해수욕장

대한민국 최고의 해수욕장인 해운대해수욕장, 광안대교 야경으로 유명한 매년 부산세계불꽃축제가 열리는 수영구 광안동에 있는 광안리해수욕장, 다대포 꿈의 낙조분수(원형지름 60m, 최대 물높이 55m, 물 분사 노즐수 1046개, 조명 511개, 소분수 24개 등을 갖춘 세계 최고 수준의 바닥음악분수)가 있는 다대포해수욕장, 해운대 해수욕장에 가깝고 비교적 한적한 송정해수욕장, 최초의 공설 해수욕장인 송도해수욕장, 임랑해수욕장 그리고 일광해수욕장이 있다.

### 먹거리
부산을 대표하는 먹거리로 밀면, 돼지국밥, 씨앗호떡, 어묵, 비빔당면, 유부전골, 찹쌀호떡, 파전, 냉채족발, 곰장어 구이, 회(초장), 구포국수 등이 있다.

## 스포츠
부산광역시 내 체육시설로는 수영만 요트경기장, 롯데 자이언츠의 홈 구장인 사직 야구장, 2002년 FIFA 월드컵과 2002년 아시안 게임이 개최된 곳인 부산 아시아드 주경기장, 구덕운동장, 2002년 아시안 게임 승마 종목이 열렸던 경기장인 부산경남경마공원, 2002년 아시안 게임 사이클 종목이 열렸던 금정경륜장, 2002년 아시안 게임 양궁 경기가 열렸던 강서체육공원 등이 있다.
다음의 구단들이 부산을 연고지로 하고 있다.

사직야구장

|      | 리그명   | 팀명            | 창단연도 | 홈 경기장                 |
| 축구 | K리그2   | 부산 아이파크   | 1979년   | 구덕운동장                |
| 축구 | K3리그   | 부산교통공사    | 2006년   | 부산종합운동장 보조경기장 |
| 야구 | KBO 리그 | 롯데 자이언츠   | 1975년   | 사직야구장                |
| 농구 | KBL      | 부산 KCC 이지스 | 1977년   | 사직실내체육관            |
| 농구 | WKBL     | 부산 BNK 썸     | 2000년   | 사직실내체육관            |

### 야구
- 롯데 자이언츠 (KBO 리그)

한국시리즈에서 1984년과 1992년 두 번 우승하였고, 2008년 시즌부터 2012년 시즌까지 5년 연속으로 포스트시즌에 진출하였고, 2011년에는 패넌트레이스 2위를 기록하였다. 그러나 2013년 이후에는 이전보다 부진한 성적을 내고 있다(2013년 5위, 2014년 6위, 2015년 8위,2016년 8위). 하지만 2017년, 4년간의 암흑기를 끝내고 정규시즌 3위를 기록하여 플레이오프에 진출하였다. 신생팀 NC 다이노스와 kt 위즈를 제외하면 대한민국의 프로야구팀들 중 삼성 라이온즈와 더불어 유일하게 이름이 바뀌지 않은 팀이기도 하다.

### 축구
- 부산 아이파크 (K리그)

K리그 원년 멤버로 부산 대우 로얄즈 시절 4회 우승을 달성한 전통의 명문구단이다. 뿐만 아니라 AFC 대륙클럽 대회에서도 동북아시아 최초로 우승을 하였다.

### 농구
- 부산 BNK 썸 여자농구단 (WKBL)

2000년 인천 금호생명 팰컨스로 창단한 여자프로농구단. 2004년 겨울리그에서 우승을 차지하였으며, 2018년 KDB 생명 해체 이후 OK저축은행으로 네이밍 스폰서를 받은 이후, 현재의 이름으로 바뀌었다.
- 부산 KCC 이지스 (KBL)

2001년~2023년 전주시로 연고지 이전했다.
전주시가 당초 약속한 신축 구장 건설 계획을 백지화 시킨데다 구장 소유권을 가진 전북대에서 25년까지 구장을 나가라는 요구를 하면서, 23-24시즌부터 부산으로 이전하여 새 연고지인 부산에서 첫 경기를 가질 예정이다.

### E스포츠
부산광역시와 관련된 이스포츠 구단은 2개 구단이다. 또한 이스포츠 문화 활성화를 위해 전용 경기장인 부산 이스포츠 경기장(브레나)를 개관하였다.
- 리브 샌드박스 (LOL, 카트라이더, 피파 온라인 4)

부산광역시를 연고로 하는 이스포츠 프로게임단이다.
- GC Busan
  - GC Busan 담원 게임 아카데미 (LOL / 3군)
  - GC Busan 샌드박스 (LOL / 3군)
  - GC Busan 팀 다이아몬드 (오버워치 / CK)

### 경마/승마
- 부산경남경마공원

1997년에 2002년 부산 아시안 게임 승마종목을 개최하고 경마를 시행하기 위해 착공, 2005년에 개장했다. 연간 800여 경주가 열린다.
- KRA 플라자

경마 장외발매소는 동구 범일지점, 연제구 연제지점이 운영되고 있다.

### 2002년 FIFA 월드컵

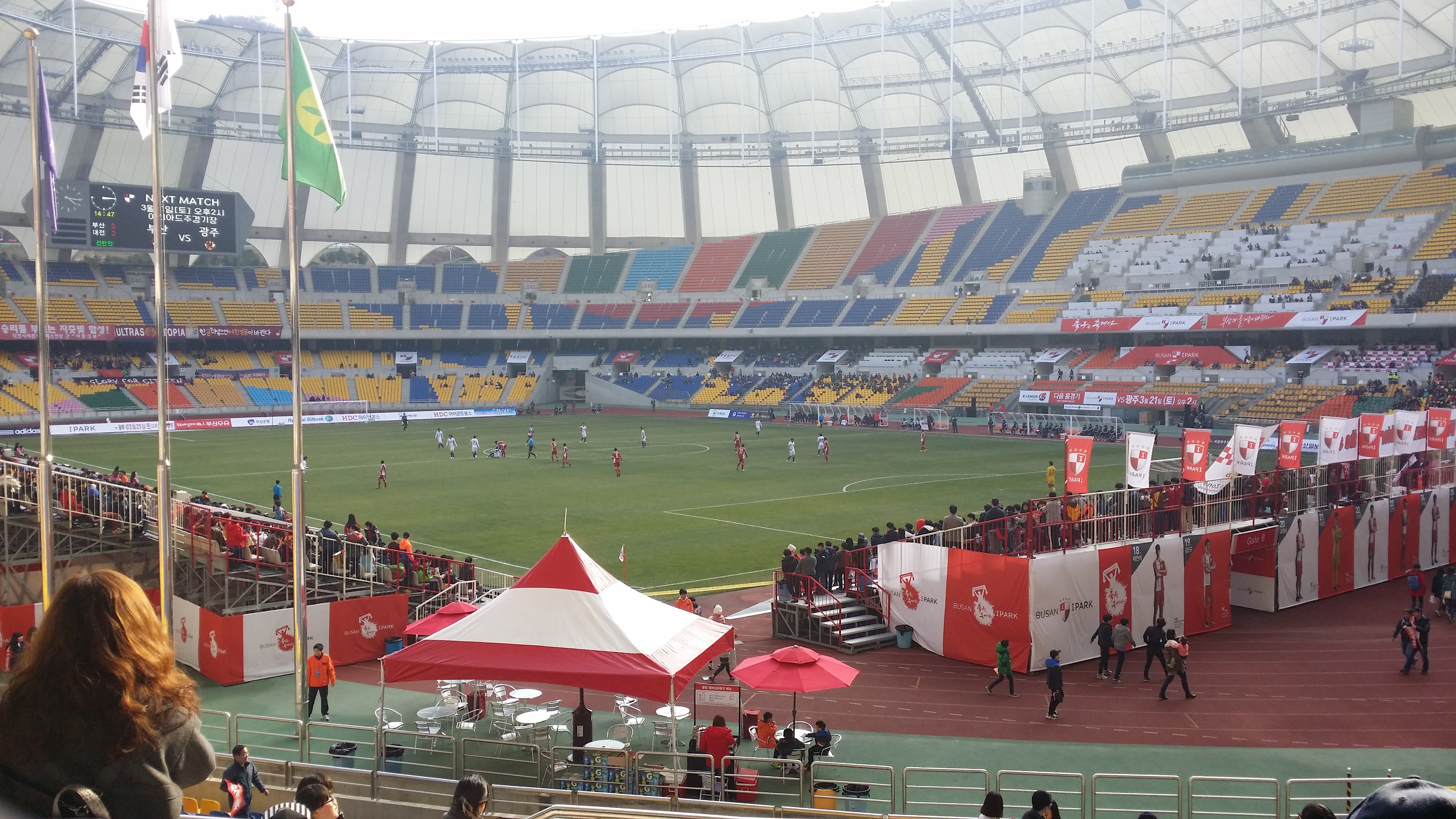
부산아시아드주경기장

2002년 FIFA 월드컵은 17번째 FIFA 월드컵 대회로, 2002년 5월 31일에서 6월 30일까지 대한민국과 일본에서 열렸다. 경기 중 부산아시아드주경기장에서 프랑스 對 우루과이 경기와 대한민국 對 폴란드 경기의 승부가 가려졌다.

### 2002년 아시안 게임
2002년 아시안 게임은 2002년 9월 29일부터 10월 14일까지 대한민국 부산에서 열렸다. 44개국 약 9900명의 선수가 38개 종목에 참가해 기량을 겨뤘다. 부산아시아드주경기장을 비롯한 여러 경기 시설과 시립 체육 공원, 부산 시내에 소재한 대학교의 체육관 등을 이용하여 치러졌다. 공식 마스코트는 부산광역시의 시조(市鳥)인 갈매기를 디자인한 '두리아'였다. 동티모르가 처음으로 아시안 게임에 참가하였으며, 대한민국에서 개최되는 국제대회에 북한이 처음으로 참가하였다.

## 교육
대학교
고등학교
중학교
초등학교
도서관
- 강서도서관
- 부산광역시립서동도서관
- 금정도서관
- 금정온천천 작은도서관
- 기장도서관
- 대라다목적도서관
- 정관도서관
- 정관어린이도서관
- 남구도서관
- 분포도서관
- 행복한도서관
- 부산광역시립중앙도서관
- 동구도서관
- 부산광역시립명장도서관
- 동래읍성도서관
- 안락누리도서관
- 부산광역시립시민도서관
- 부산광역시립부전도서관
- 부산광역시립중앙도서관 분관 부산영어도서관
- 맨발동무도서관
- 부산광역시립구포도서관
- 디지털도서관
- 화명도서관
- 금곡도서관
- 사상도서관
- 부산광역시립사하도서관
- 다대도서관
- 부산광역시립구덕도서관
- 수영구도서관
- 수영구도서관 망미분관
- 부산광역시립연산도서관
- 연제도서관
- 영도도서관
- 영도어린이영어도서관
- 부산광역시립중앙도서관
- 부산광역시립반송도서관
- 부산광역시립해운대도서관
- 해운대도서관 우동분관
- 느티나무도서관
- 반여도서관
- 재송어린이도서관

## 교통

### 시내교통

#### 시내버스

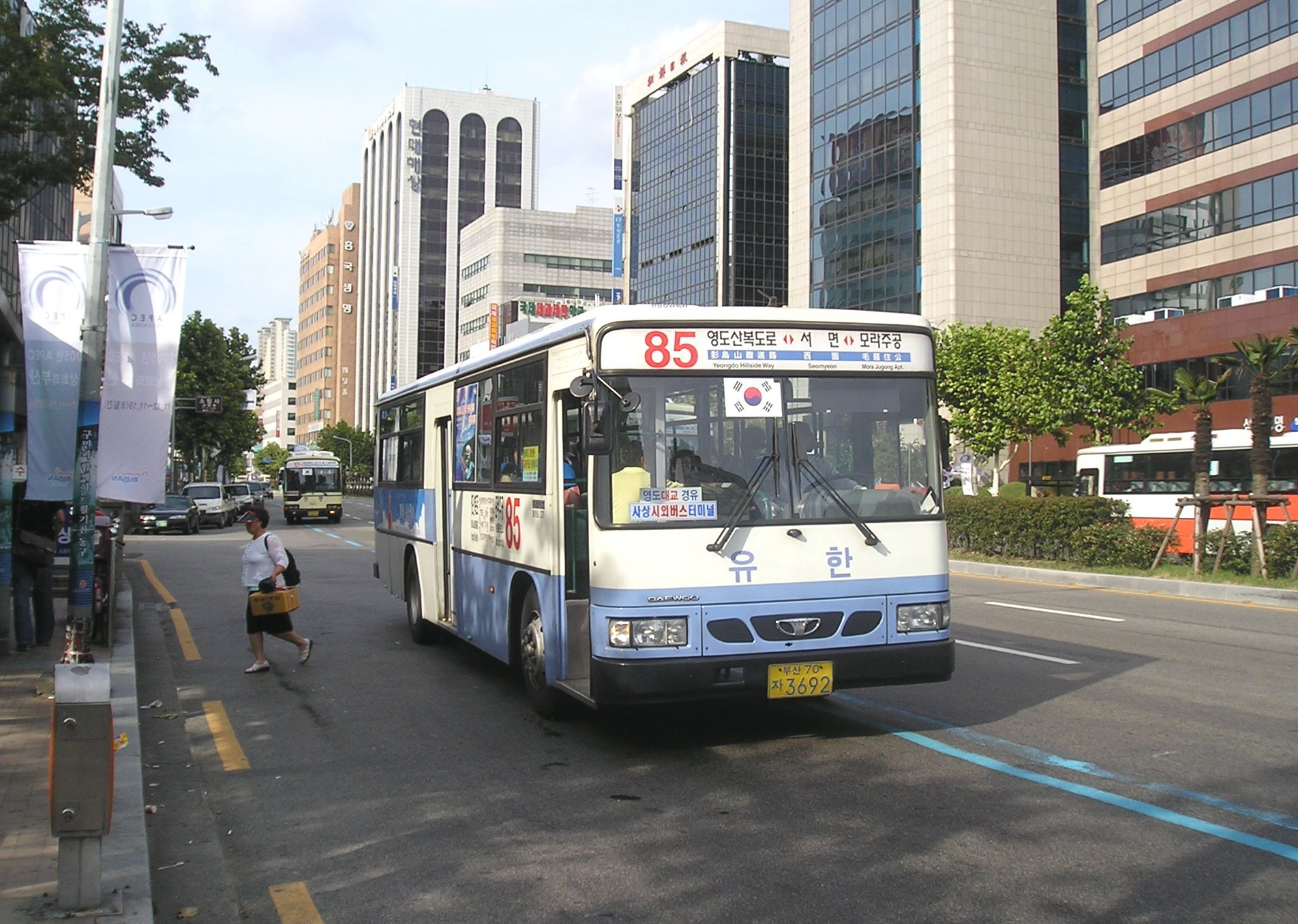
중앙대로를 운행하는 시내버스

부산의 시내버스에는 총 160개의 노선이 있다. 각 정류장을 정차하는 완행버스 형태인 일반버스, 일반버스 비하여 정차하는 정류장 수가 적어 일반버스보다 주요 지역을 더 빨리 연결하는 급행버스와 좌석버스가 있다. 그리고 김해국제공항과 부산 도심을 잇는 공항 좌석버스도 있다. 또한 부산 인접 지역의 시내버스인 양산 시내버스, 창원 시내버스, 김해 시내버스 및 울산 시내버스 가운데 부산까지 오는 노선이 있다.

##### 김해공항리무진
김해공항리무진은 김해국제공항과 부산 도심지를 빠르게 잇는 버스 중 하나이며 현재 1개의 노선을 태영공항리무진에서 운영하고 있다.
- 남포동 : 김해국제공항 ↔ 서면, 부산진역, 부산역, 남포동 ↔ 충무동(서구청)

#### 도시철도 및 광역전철

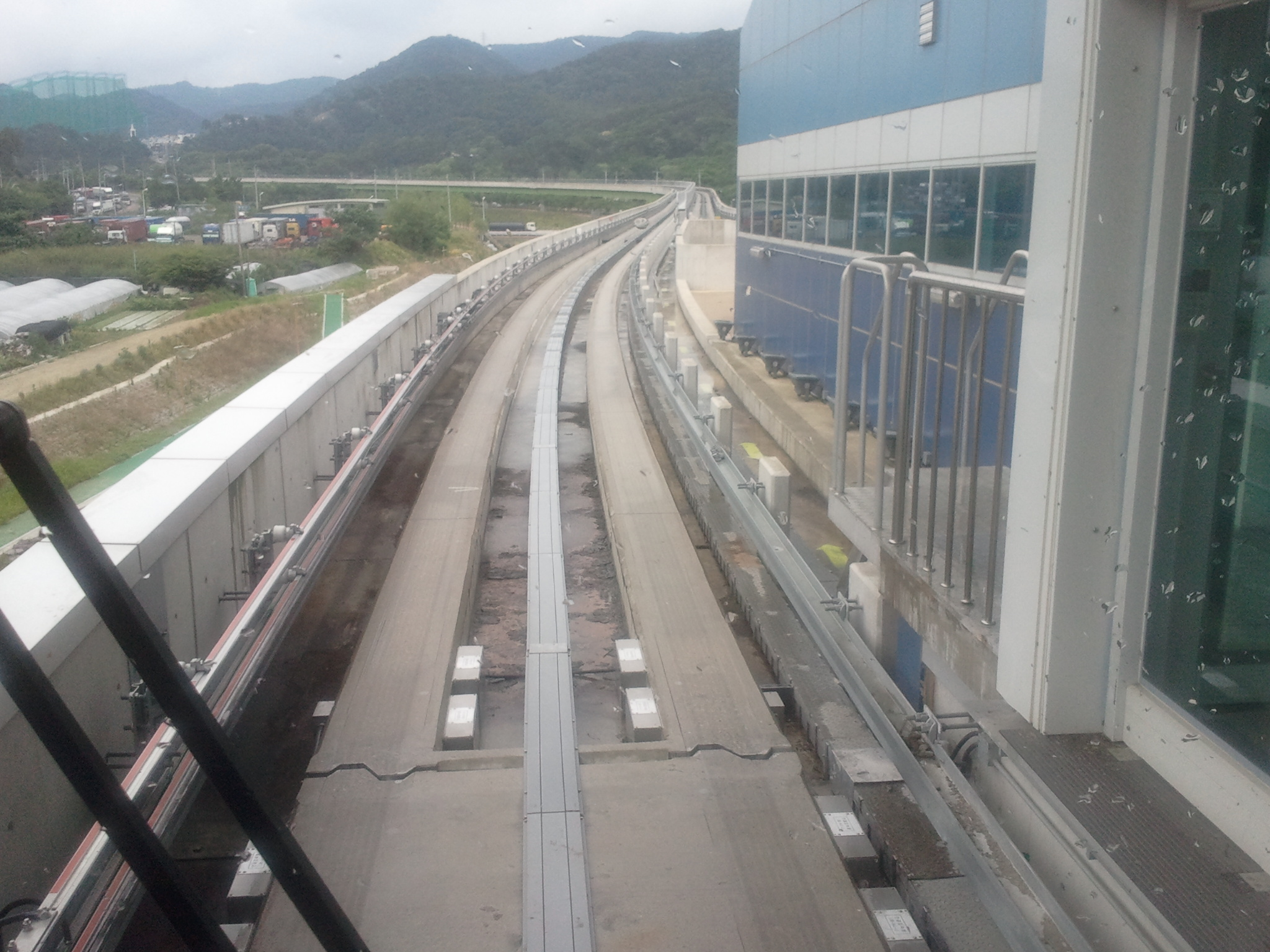
부산 도시철도 4호선의 실질적인 선로

2017년 1월 기준, 총 6개의 노선이 있다. 환승역은 서면역(1, 2호선) / 연산역(1, 3호선) / 수영역(2, 3호선) / 덕천역(2, 3호선) / 미남역(3, 4호선) / 동래역(1, 4호선) / 사상역(2호선과 부산-김해경전철) / 대저역(3호선과 부산-김해경전철) / 교대역(1호선, 동해선) / 벡스코역(2호선, 동해선) / 거제역(3호선, 동해선)이다.
- ● 부산 도시철도 1호선

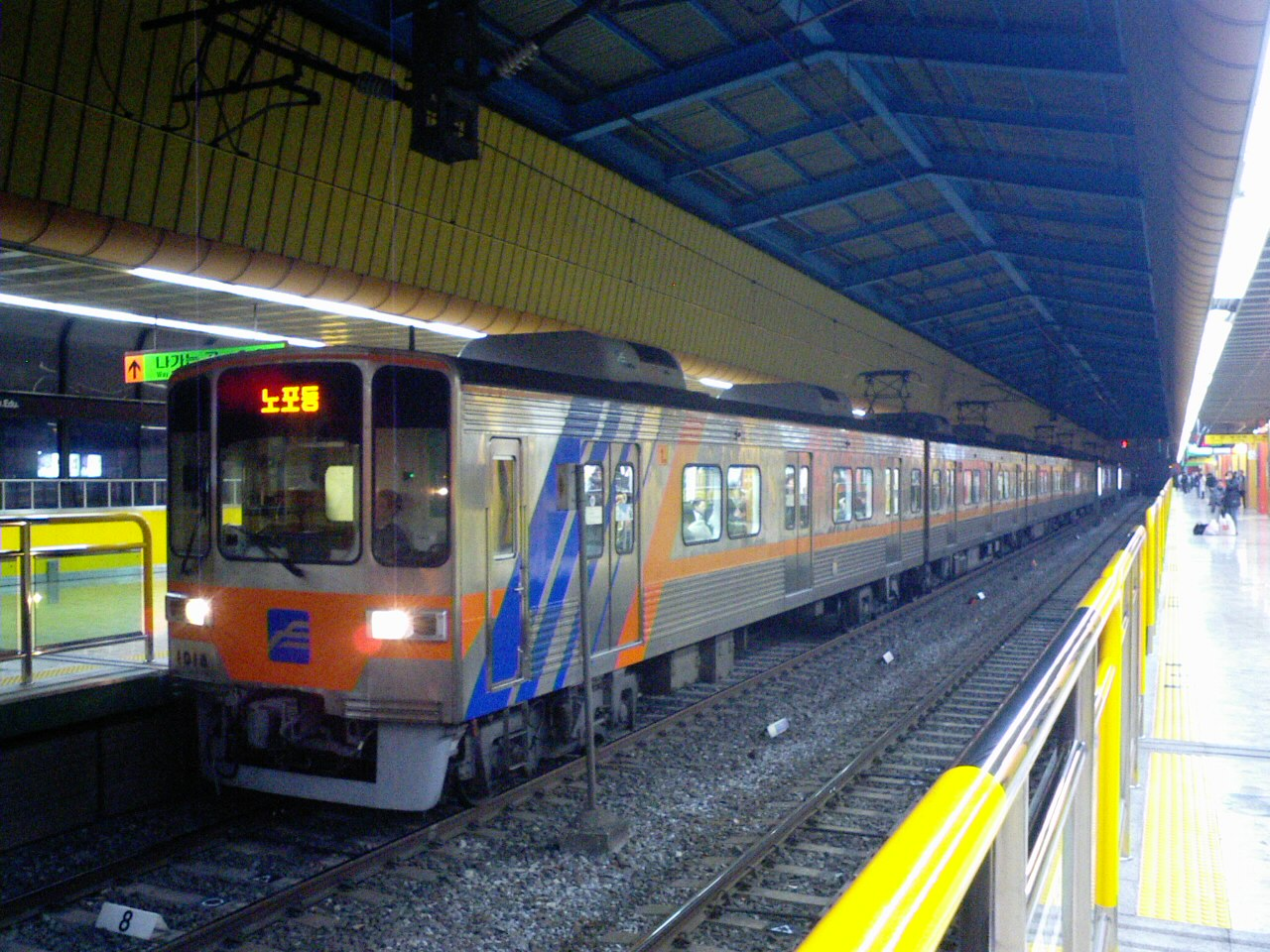
부산 도시철도 1호선 동래역에 정차한 전동차

사하구 다대동 다대포해수욕장역을 출발하여 장림동, 신평동, 하단동, 괴정동, 서대신동, 동대신동, 부산대학교병원, 자갈치시장, 남포동, 부산역, 부산진역, 범일동, 부산교통공사, 서면, 부전동, 부산광역시청, 연산동, 부산교육대학교, 동래, 온천장, 부산대학교, 장전동, 구서동, 남산동, 범어사를 경유한 뒤에 금정구 노포동 노포역을 연결하는 1호선이 운영되고 있다. 2017년 4월 20일에 신평역 ~ 다대포해수욕장역 연장 구간이 개통되었다. 노포역 ~ 북정동 구간은 1호선의 연장, 또는 별도의 경전철 노선으로 건설 계획중이며 2026년 하반기 개통 예정이다.
- ● 부산 도시철도 2호선

해운대구 좌동 장산역을 출발하여 중동, 해운대해수욕장, 부산시립미술관, 벡스코, 수영, 광안리해수욕장, 부경대학교, 문현동, 전포동, 서면, 부암동, 동의대학교, 주례동, 감전동, 서부터미널, 덕포동, 모라동, 덕천동, 화명동, 호포, 부산대학교 양산캠퍼스를 경유한 뒤 경상남도 양산시 양산역을 연결하는 2호선이 운영되고 있다.
- ● 부산 도시철도 3호선

수영구 광안동 수영역을 출발하여 망미동(병무청),배산, 연산동, 거제리 법조타운, 부산아시아드주경기장, 사직야구장, 미남교차로, 만덕동, 덕천동, 구포역, 강서구청, 강서체육공원을 경유한 뒤 강서구 대저동 대저역을 연결하는 3호선이 운영되고 있다.
- ● 부산 도시철도 4호선

동래구 온천동 미남역을 출발하여 동래, 수안동, 낙민동, 충렬사, 명장동, 서동, 금사동, 반여농산물도매시장, 반송동, 고촌마을을 경유한 뒤 기장군 철마면 안평역을 연결하는 대한민국 최초의 고무차륜식 무인경전철 4호선이 운영되고 있다.
- ● 부산-김해 경전철

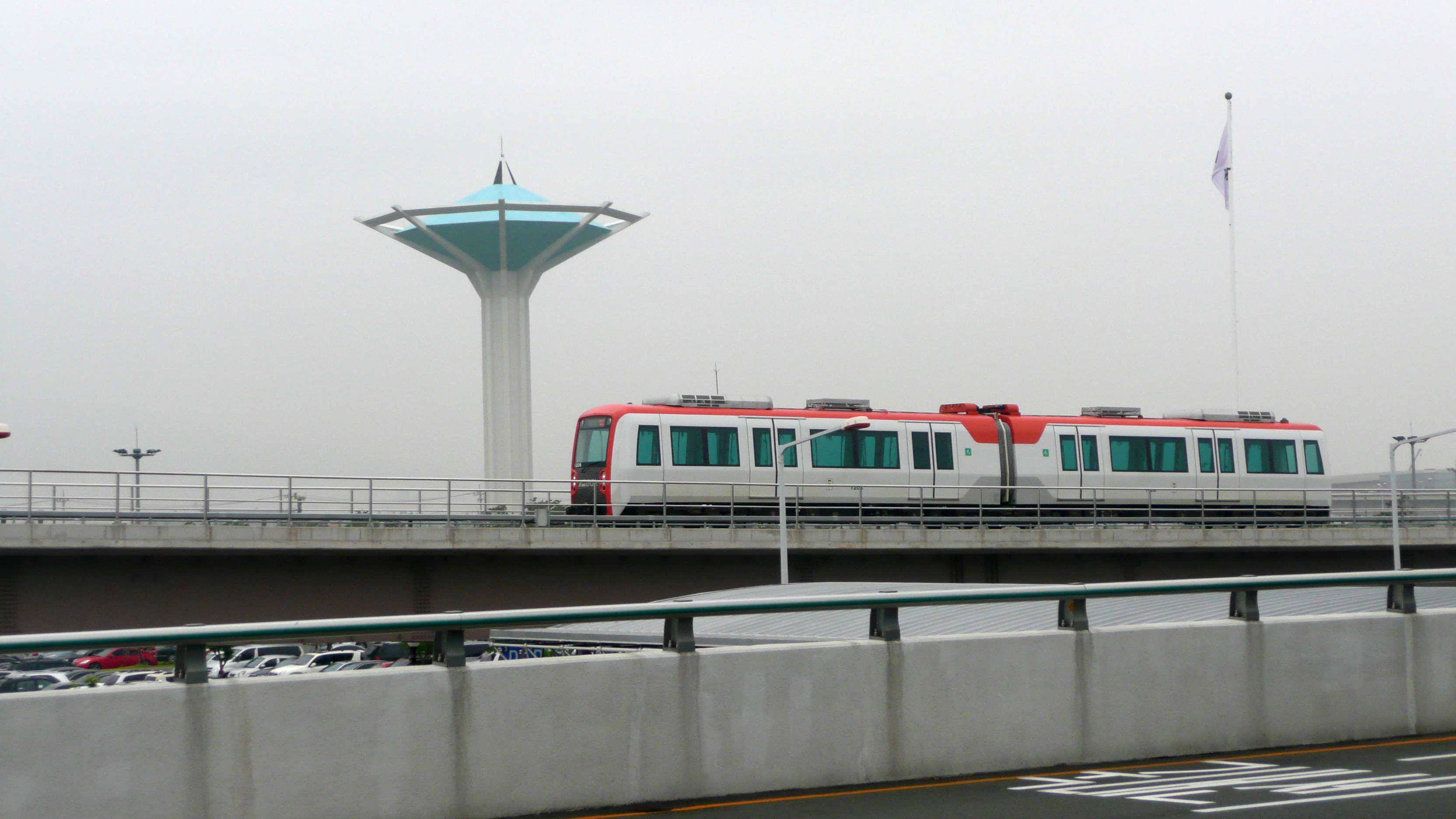
부산-김해경전철 공항역 부근을 지나는 전동차

사상구 괘법동 사상역을 출발하여 김해국제공항, 부산 3호선과 환승이 가능한 대저역, 대사리, 불암동, 인제대학교, 김해시청, 봉황동, 김해여객터미널, 국립김해박물관, 연지공원 , 부산장신대학교를 경유한 뒤 경상남도 김해시 삼계동 가야대역까지 운행한다. 부산 4호선과 같이 무인으로 운행한다.
- ● 동해선 광역전철

부산진구 부전동 부전역을 출발하여 부산 3호선과 환승이 가능한 거제역, 부산 1호선과 환승이 가능한 교대역을 거쳐 안락동, 재송동, 그리고 부산 2호선과 환승이 가능한 벡스코역을 경유하여 송정역과 기장역을 거쳐 울산광역시 남구 삼산동 태화강역까지 운행한다. 2016년 12월 말에 개통했으며, 한국철도공사 부산경남본부에서 관리 및 운영하는 비수도권 최초의 광역전철로 운영되고 있다. 일광역~태화강역 구간은 2021년 12월 28일에 개통하였다.

### 시외교통

#### 철도
- 고속철도

경부선 KTX 및 경부선 SRT의 시종착역은 부산역이며, 구포역에도 KTX 고속열차 노선의 일부가 정차한다.
- 철도

동구에 있는 부산역에서 경부선 ITX-새마을·무궁화호를 이용할 수 있으며, 부산진구에 있는 부전역에서 동해선 일반열차와 경전선 무궁화호를 이용할 수 있다. 또한 북구에 있는 구포역과 화명역, 해운대구에 있는 신해운대역, 사상구에 있는 사상역 등에서도 일반 열차를 이용할 수 있다.
- 동해선

부산광역시 동구 좌천동에 있는 부산진역에서 경상북도 포항시의 포항역을 잇는 본선과, 7개의 지선으로 구성된 한국철도공사의 철도 노선이다.

#### 도로

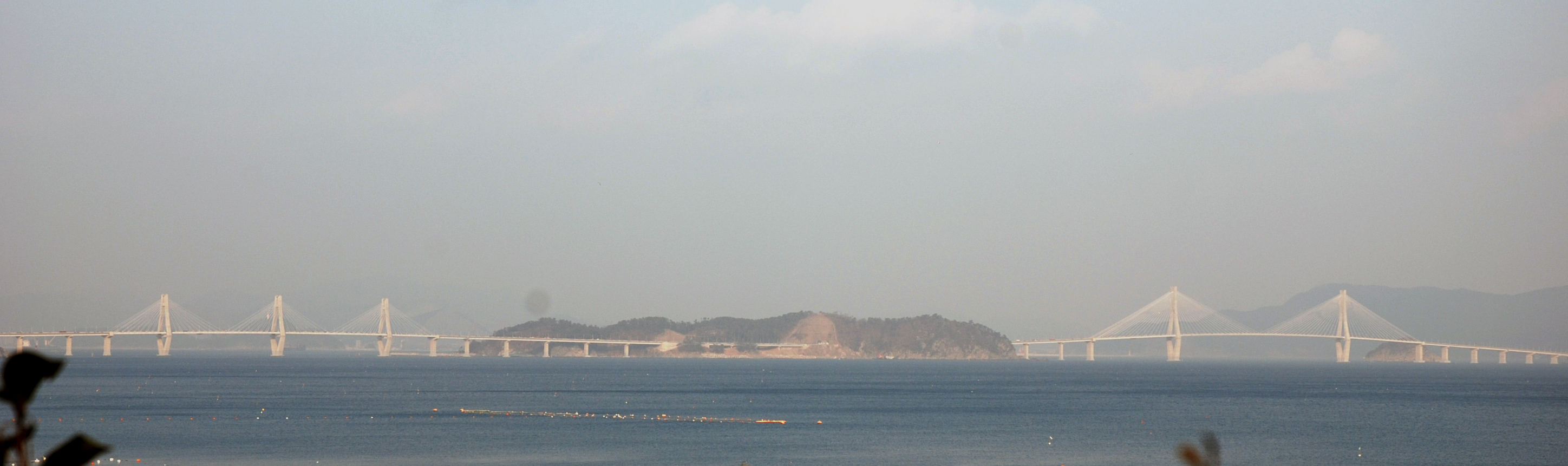
거가대교의 파노라마

- 아시안 하이웨이

아시안 하이웨이 1호선()과 아시안 하이웨이 6호선()이 있으며, 이들은 금정구에서 합류·분기한다. 아시안 하이웨이 1호선은 일본에서 카페리를 통해 부산 국제여객터미널에 이른 후 충장로, 번영로(부산 제1도시고속도로), 그리고 경부고속도로를 따라 불가리아로 이어진다.
아시아 고속도로 6호선은 중앙로의 시점과 동일한 옛시청교차로에서 시작하여 중앙로, 거제로, 금정로 , 그리고 월평로를 거친 후 국도 제7호선을 따라 러시아로 향하게 된다.
경부고속도로 노포 나들목에서 직접 합류ㆍ분기하며(불가리아 방향으로만 진ㆍ출입 가능), 구서 나들목에서 1km 정도 달리면 아시아 고속도로 1호선 (불가리아 방향, 일본 방향)에 진입할 수 있다.
- 고속도로

금정구에서 경부고속도로가 시작된다. 그리고 강서구에서 남해고속도로제2지선과 남해고속도로를 이용할 수 있다. 사상구에서는 중앙고속도로(대구부산고속도로)를 이용할 수 있고, 해운대구에서는 동해고속도로를 이용할 수 있다. 또한 금정구/기장군에서 부산외곽순환고속도로가 이용 가능하다.
- 도시고속화도로

번영로 (11), 거가대로 (17), 동서고가로 (22), 관문대로 (33), 장산로 (77), 정관산업로 (81) 등 총 6개의 도시고속화도로가 있는데 제일 먼저 개통된 것은 번영로(의 일부)이다. 이 외에도 곳곳마다 자동차 전용도로가 있다.

#### 버스
- 고속버스

금정구 노포동에 있는 부산종합버스터미널에서 전국 각 지역으로 가는 고속버스를 이용할 수 있다. 사상구에 위치한 부산서부시외버스터미널에서는 마산 진주 등 시외버스 이용할 수 있고 광주와 인천  방면 고속버스를 이용할 수 있다.
- 시외버스

부산종합버스터미널에서 동부 경남, 경북, 강원특별자치도, 경기도 지역으로 운행하는 시외버스를 이용할 수 있으며 부산서부시외버스터미널에서 서부 경남과 전라도 지역으로 운행하는 시외버스를 이용할 수 있다. 해운대시외버스터미널에서 울산, 김해, 창원 등의 경남 동부 방면 버스, 오산, 수원, 안산, 부천, 동서울 등 수도권 방면 버스, 동해, 강릉 등 강원특별자치도 남부 방면 버스를 이용할 수 있다. 동래시외버스터미널에서 창원, 김해, 고성, 통영, 거제 등의 경남 중남부 방면 버스, 순천, 여수, 광양도 간다.

### 국제 교통

#### 항공

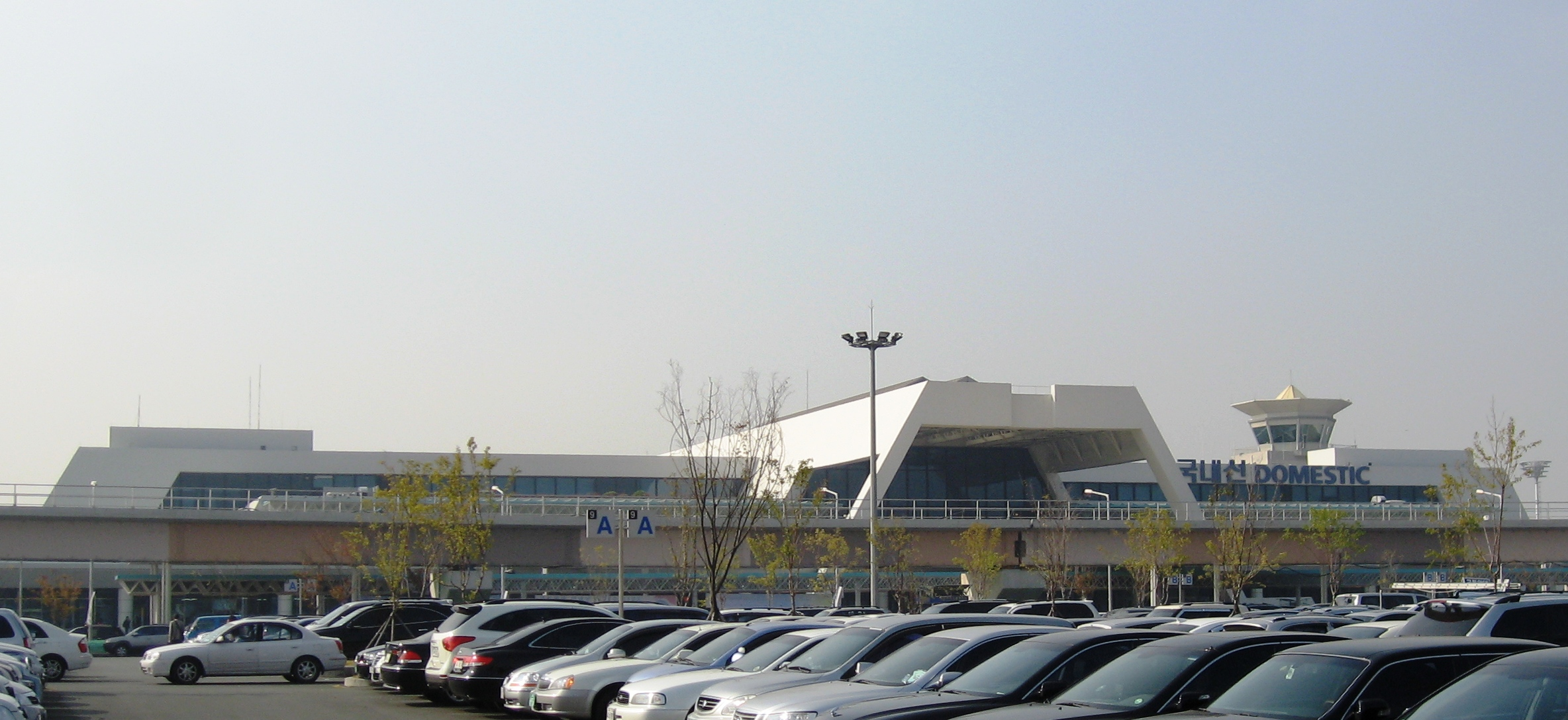
김해국제공항

- 국내선

김포 노선, 제주 노선에 취항한다.
- 국제선

내항기(대한민국(인천)), 일본(도쿄, 나고야, 오사카, 후쿠오카, 삿포로, 기타큐슈), 중국(베이징, 상하이, 항저우, 난징, 광저우, 선양, 옌지, 칭다오, 웨이하이, 옌타이), 홍콩, 마카오, 타이완(타이베이), 몽골(울란바토르), 러시아(블라디보스토크), 핀란드(헬싱키), 베트남(하노이, 호치민, 다낭), 태국(방콕), 필리핀(마닐라, 세부, 칼리보), 싱가포르, 말레이시아(쿠알라룸푸르, 코타키나발루), 캄보디아(시엠립), 괌 노선 등에 취항한다.

#### 해운

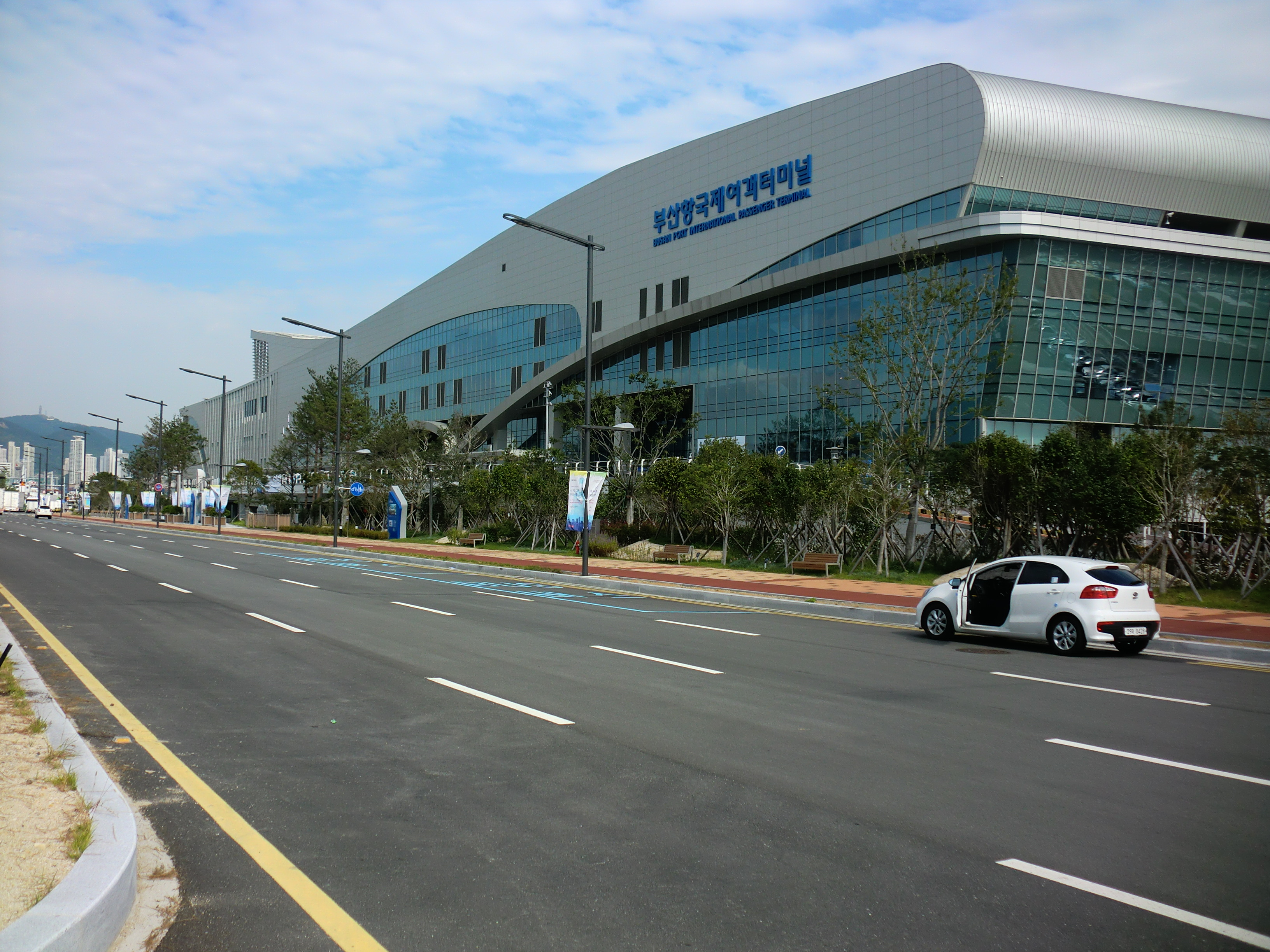
부산항국제여객터미널

- 부산항
  - 국제여객터미널

일본 시모노세키, 후쿠오카, 오사카, 대마도(히타카쓰항과 이즈하라항 모두 해당)를 한국 국적과 일본 국적의 여객선과 쾌속선이 왕복으로 운항하게 된다.
- - 연안여객터미널

제주행 여객선으로 (주) 동북아카페리의 카페리 블루 스타호가 운항한다. 그러나 2018년 7월 7일자로 건조된지 30년이나 됨에 따라 선령이 만료됨으로 인해 현재는 운항이 중단된 상태이다.
- 도선과 유람선

중앙동을 출발하여 태종대, 오륙도, 광안대교를 거쳐 해운대 미포선착장으로 가는 유람선, 용호동과 오륙도를 잇는 유람선, 태종대와 오륙도를 왕복하는 태종대 유람선 등이 운항 중이다.

## 기타
부산광역시에는 인근의 울산광역시와 일부 경상남도와 함께 일본 국적의 텔레비전 방송사 채널을 1970년대에서 1980년대 사이에 걸쳐 수신이 가능한 것으로 나와 있다. 당시에는 야간 통행이 금지되었던 시절이었기 때문에, 부산 지역 주민들이 한국의 지상파 TV 방송사가 정파를 하는 시간대에 한하여 여유있게 일본 TV 방송 채널을 시청하는 것으로 나와 있다. 당시 수신이 가능한 채널로는 NHK 나가사키 방송국의 종합TV, 교육TV를 필두로 하여 나가사키 방송(NBC)과 TV 나가사키(KTN) 등 3개 방송사의 4개 채널로만 꾸려 나간 것으로 나와 있다. 그 시기에는 컬러 텔레비전이 한국보다 20년 먼저 선보였기 때문에, 컬러TV의 시청도 가능해지는 수준에 이른다. 그러나 부산에서 가장 가까운 일본 TV 중계소는 쓰시마시에 소재하고 있는 쓰시마 오메가국, 이즈하라 중계국 등이 있기 때문이며, 이즈하라 중계국에 배정된 TV 채널로는 NHK 종합TV가 5번을, NBC 나가사키 방송이 9번, NHK 교육TV 역시 11번, 그리고 TV 나가사키가 22번(한국에는 23번)으로 배치되었던 것으로 보인다. 그 시점에는 일본 TV의 시청이 가장 높은 것으로 보인다. 이와 함께 대한민국의 TV 방송이 낮 시간대나 심야 및 이른 새벽 시간대에 정파에 돌입하게 되면 당연히 일본 방송을 시청하는 습관이 생기는 것으로 보인다. 다만 한국, 일본 양국의 TV 방송사가 모두 새벽 시간대에 늘 정파에 들어가던 시절에는 AFKN으로 등돌리는 경우도 있었고, 어쩔 때에는 TV를 끄고 일본의 AM 라디오로 바꾸는 경우도 있고 출력이 매우 강한 야마구치, 히로시마, 오사카, 도쿄 지역의 AM 방송으로 쓰는 경우도 있고 KBS 제1라디오나 MBC-AM 라디오 등으로 변경되는 경우도 있었다. 때로는 타이완의 AM 라디오를 청취하는 경우도 있다.

## 대외 관계

### 외교 시설
- 해운대구: 주부산 중국 총영사관, 주부산 몽골 영사관, 주부산 베트남 총영사관, 방글라데시 명예총영사관, 프랑스 명예영사관, 스웨덴 영사관
- 동구: 주부산 일본 총영사관, 주부산 카자흐스탄 총영사관, 오스트레일리아 영사관, 불가리아 명예영사관
- 서구: 뉴질랜드 명예영사관
- 남구: 스페인 영사관, 과테말라 명예영사관
- 북구: 태국 총영사관, 인도네시아 영사관
- 중구: 주부산 러시아 총영사관, 주한 타이베이 대표부 부산 사무처, 캄보디아 영사관, 영국 명예영사관, 독일 명예영사관, 포르투갈 명예영사관, 파나마 명예영사관
- 부산진구: 주부산 미국 영사관, 베트남 총영사관, 인도 명예총영사관, 엘살바도르 영사관
- 동래구: 파키스탄 영사관, 루마니아 영사관
- 사하구: 튀르키예 명예영사관, 캐나다 명예영사관
- 사상구: 스위스 명예영사관, 핀란드 명예영사관
- 금정구: 멕시코 영사관, 오스트리아 명예영사관, 에콰도르 명예영사관, 코트디부아르 명예영사관
- 연제구: 덴마크 명예영사관
- 수영구: 노르웨이 명예영사관

### 자매도시
2014년 3월 기준, 23개국 26개 도시와 활발한 인적·물적 교류를 하고 있다.
| 지역 & 국가       | 도시 (체결 년도)                |
| ----------------- | ------------------------------- |
| 중화민국          | 가오슝시 (1966)                 |
| 대만              | 타이베이 (2021)                 |
| 미국              | 캘리포니아주 로스앤젤레스(1967) |
| 일본              | 야마구치현 시모노세키시 (1976)  |
| 리비아            | 트리폴리 (1980)                 |
| 스페인            | 바르셀로나 (1983)               |
| 브라질            | 리우데자네이루 (1985)           |
| 러시아            | 블라디보스토크 (1992)           |
| 중국              | 상하이시 (1993)                 |
| 인도네시아        | 수라바야 (1994)                 |
| 오스트레일리아    | 빅토리아주 (1994)               |
| 멕시코            | 티후아나 (1995)                 |
| 베트남            | 호찌민시 (1995)                 |
| 뉴질랜드          | 오클랜드 (1996)                 |
| 칠레              | 발파라이소 (1999)               |
| 남아프리카 공화국 | 웨스턴케이프주 (2000)           |
| 캐나다            | 퀘벡주 몬트리올 (2000)          |
| 튀르키예          | 이스탄불 (2002)                 |
| 아랍에미리트      | 두바이 (2006)                   |
| 일본              | 후쿠오카현 후쿠오카시 (2007)    |
| 미국              | 일리노이주 시카고 (2007)        |
| 러시아            | 상트페테르부르크 (2008)         |
| 캄보디아          | 프놈펜 (2009)                   |
| 인도              | 뭄바이 (2009)                   |
| 그리스            | 테살로니키 (2010)               |
| 모로코            | 카사블랑카 (2011)               |
| 필리핀            | 세부 (2011)                     |
| 미얀마            | 양곤 (2013)                     |
| 폴란드            | 그디니아 (2020)                 |

### 우호협력 도시
| 지역 & 국가 | 도시 (체결 년도)             |
| ----------- | ---------------------------- |
| 중국        | 선전 (2007)                  |
| 중국        | 톈진 (2007)                  |
| 중국        | 충칭 (2010)                  |
| 중국        | 베이징시 (2013)              |
| 일본        | 오사카부 오사카시 (2008)     |
| 일본        | 나가사키현 나가사키시 (2014) |
| 태국        | 방콕 (2011)                  |

### 자매 항구
부산광역시의 자매 항구는 6곳이 있다.
| 지역 & 국가    | 도시                                |
| -------------- | ----------------------------------- |
| 영국           | 햄프셔주 사우샘프턴 항 (1978)       |
| 미국           | 뉴욕 뉴저지 뉴욕 & 뉴저지 항 (1988) |
| 미국           | 플로리다 마이애미 항 (1981)         |
| 일본           | 오사카부 오사카시 오사카 항 (1985)  |
| 네덜란드       | 로테르담 항 (1985)                  |
| 중화인민공화국 | 상하이 항 (1994)                    |
| 대만           | 타이중 항                           |

## 갤러리

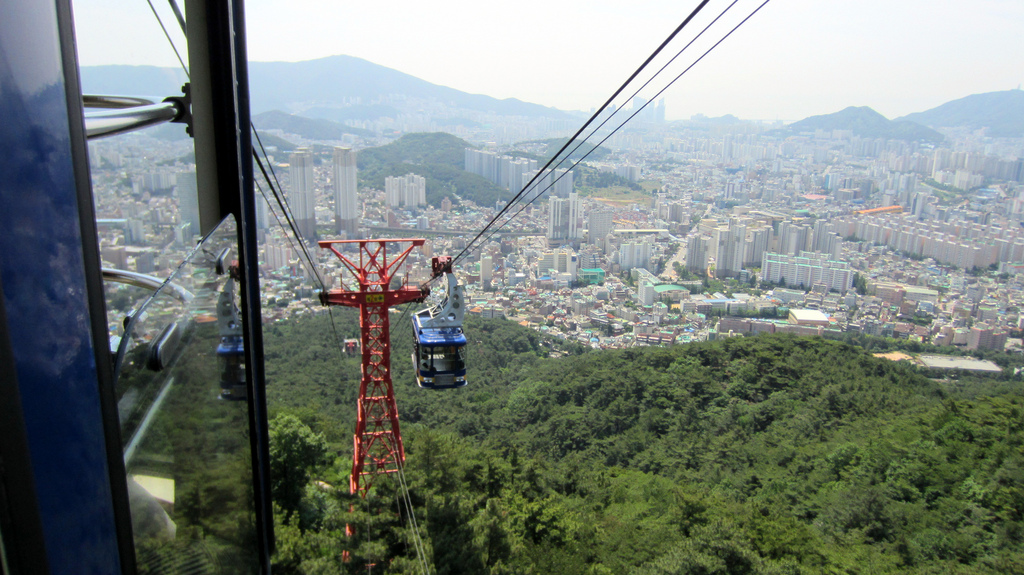
금정산에서 바라본 모습
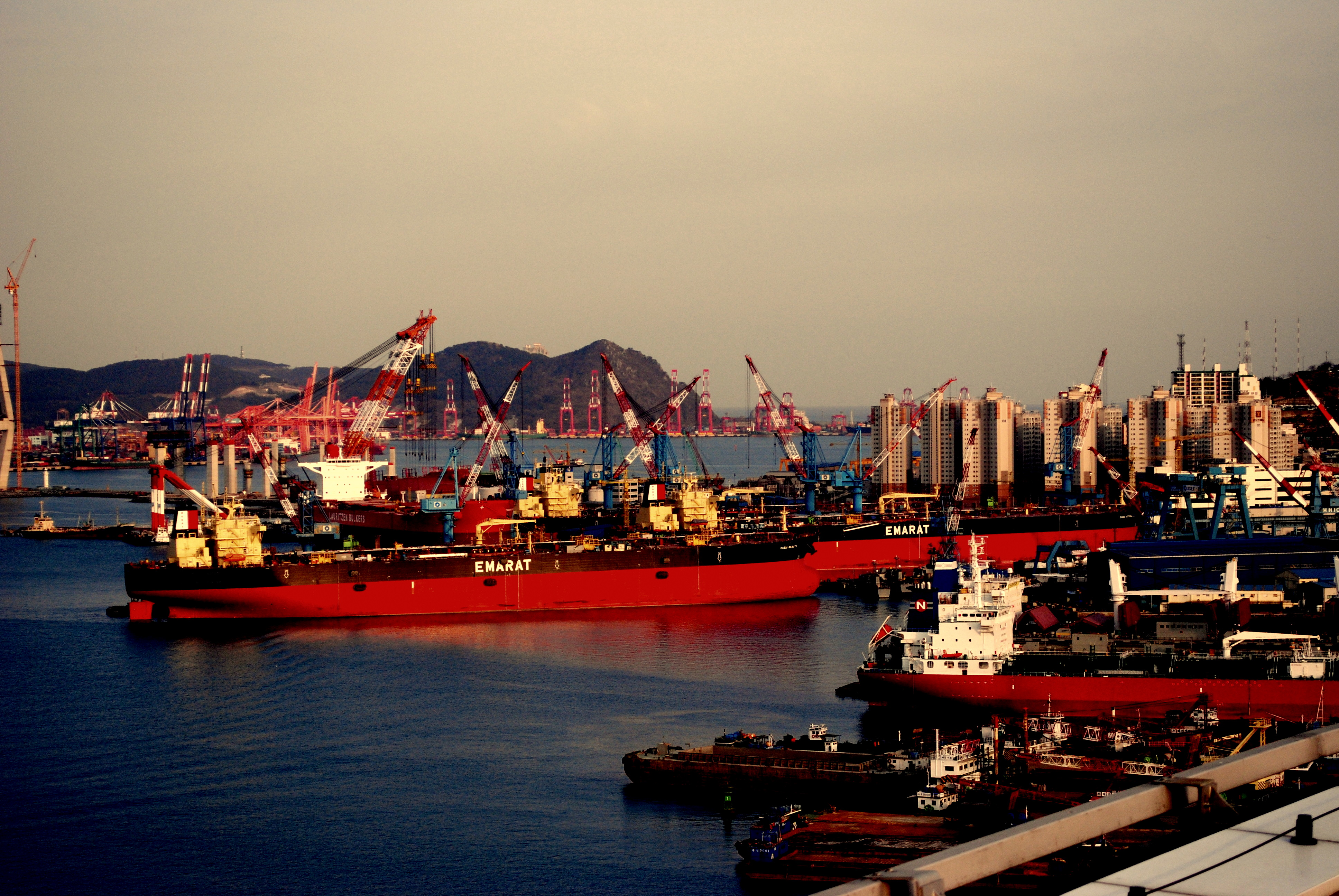
한진조선소
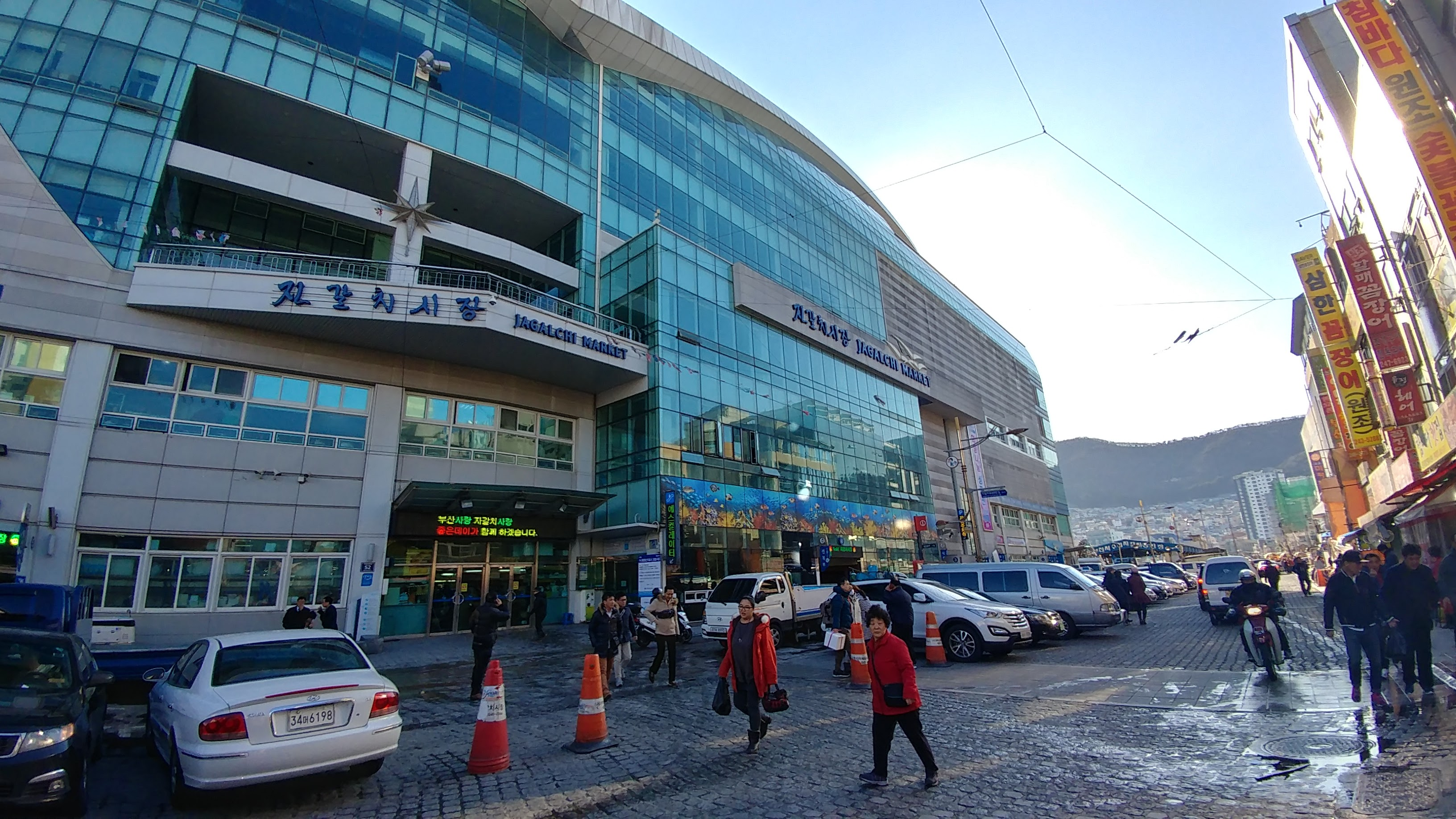
자갈치시장
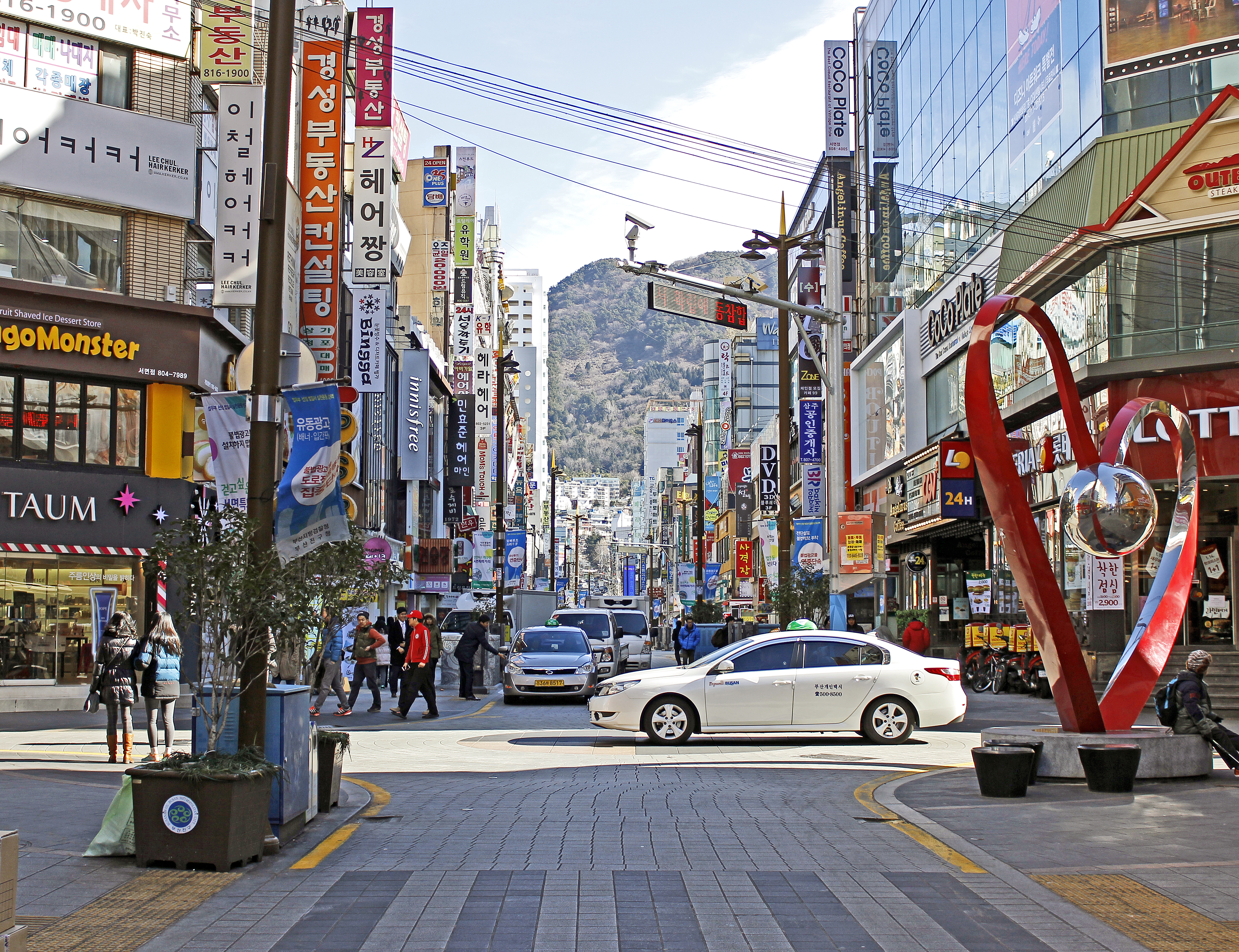
서면 번화가
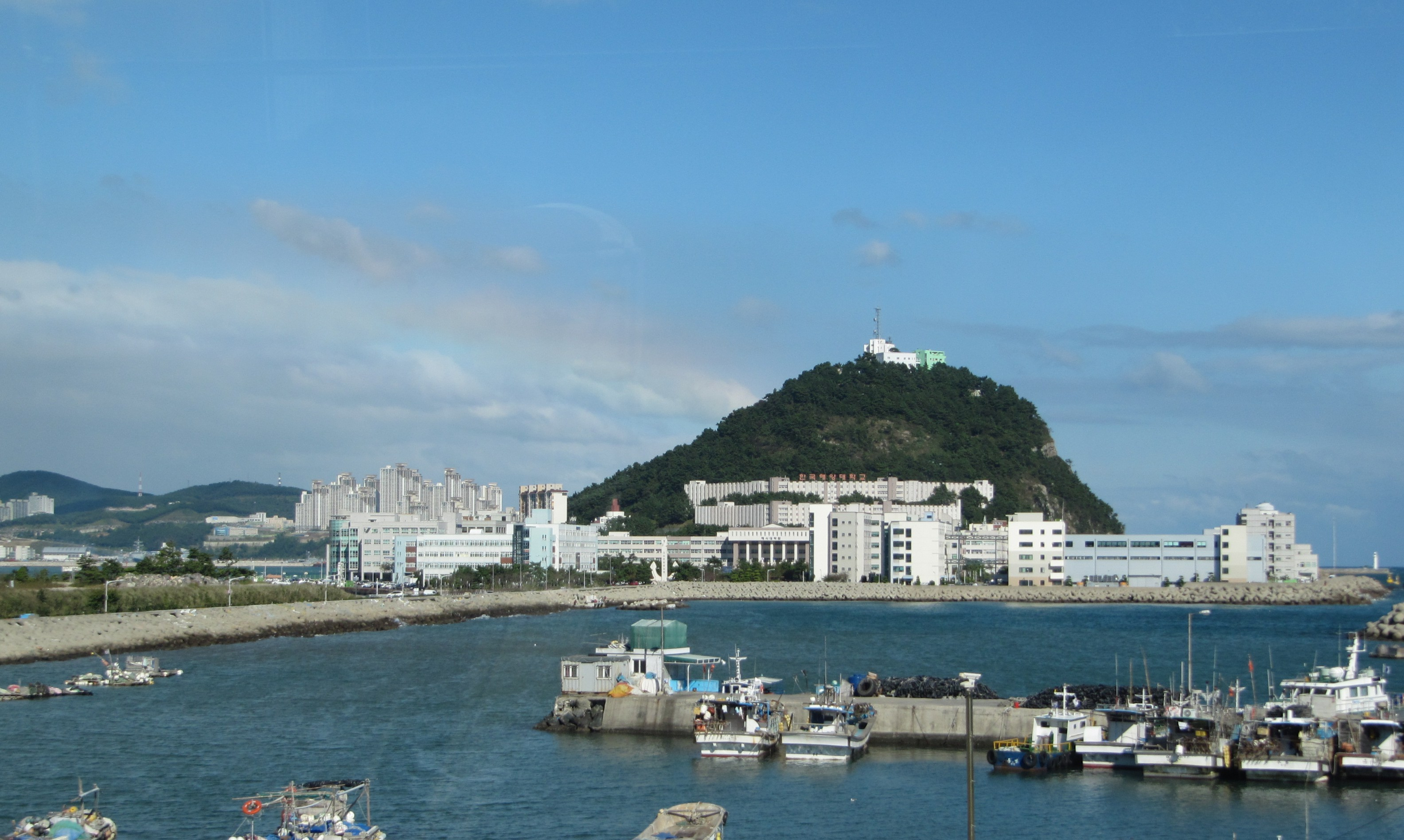
조도에 위치하고 있는 한국해양대학교
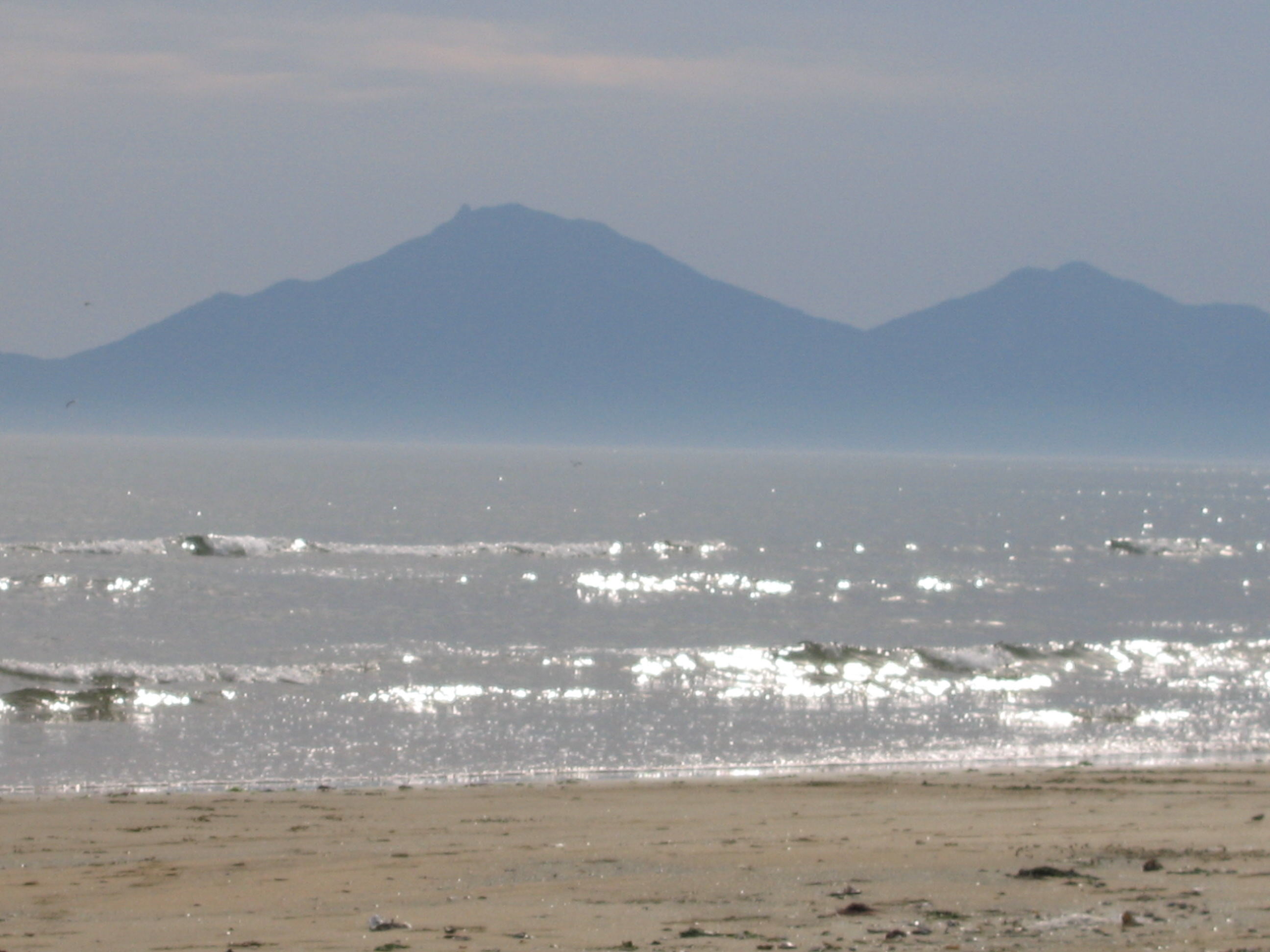
다대포해수욕장
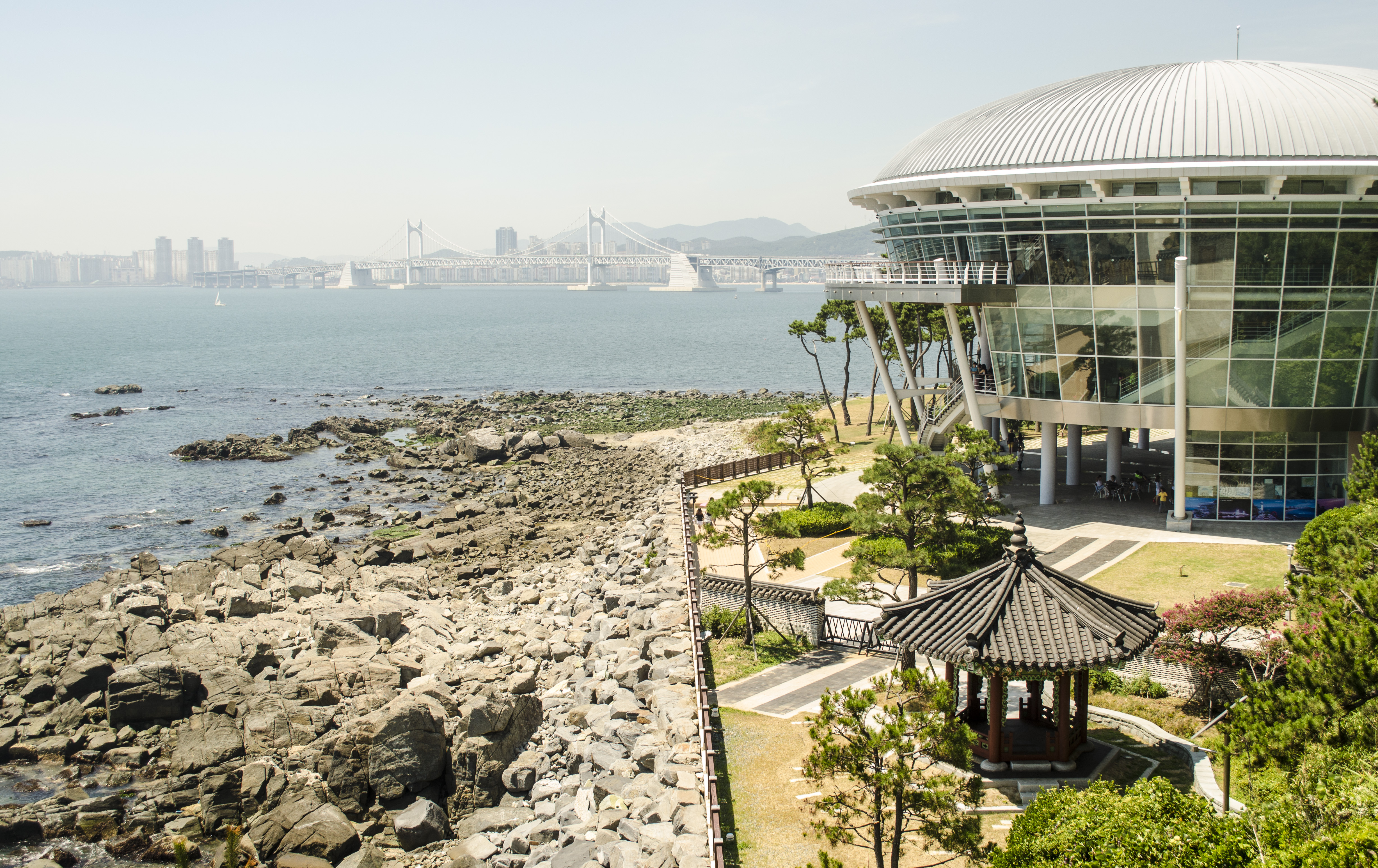
누리마루 APEC 하우스
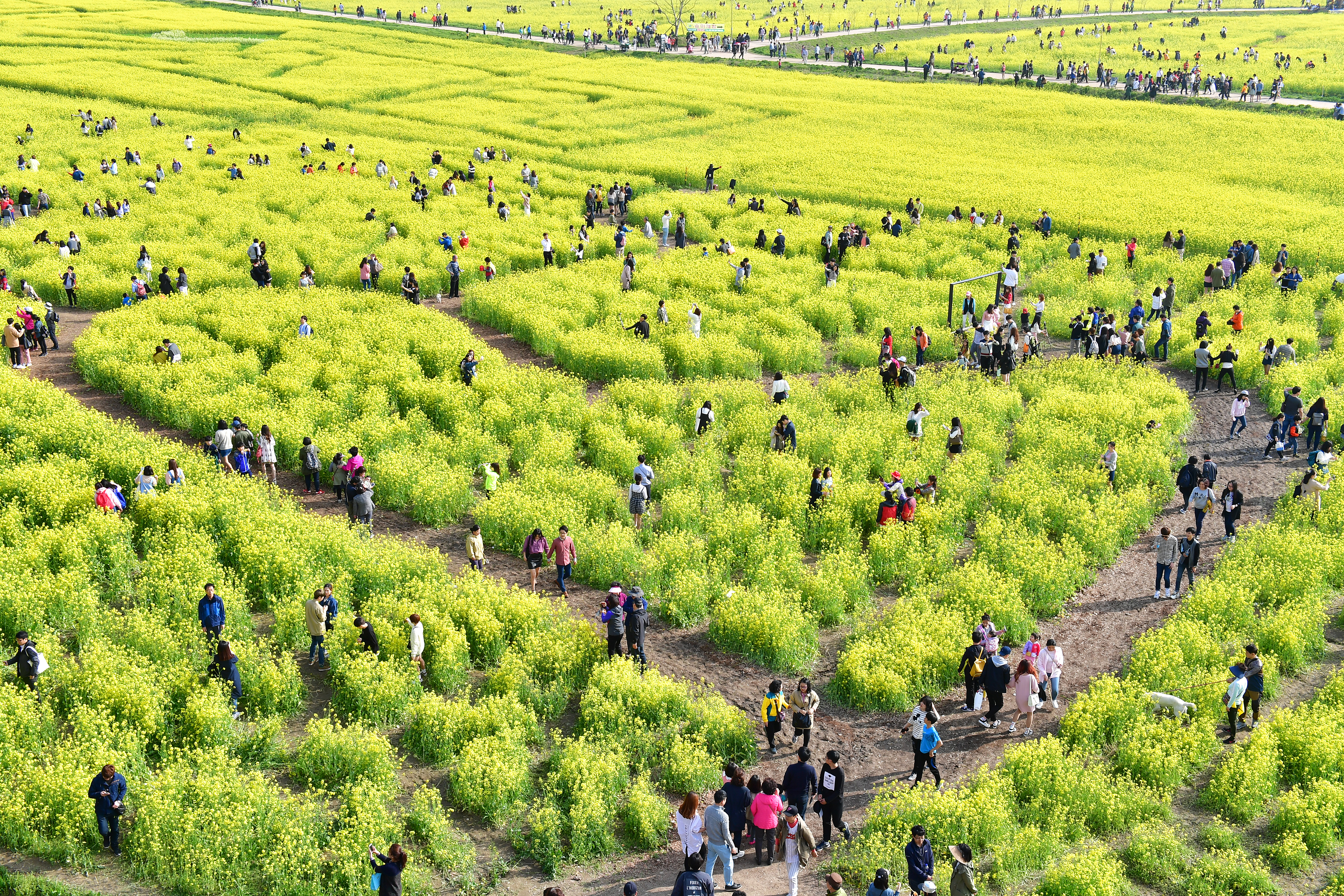
대저생태공원
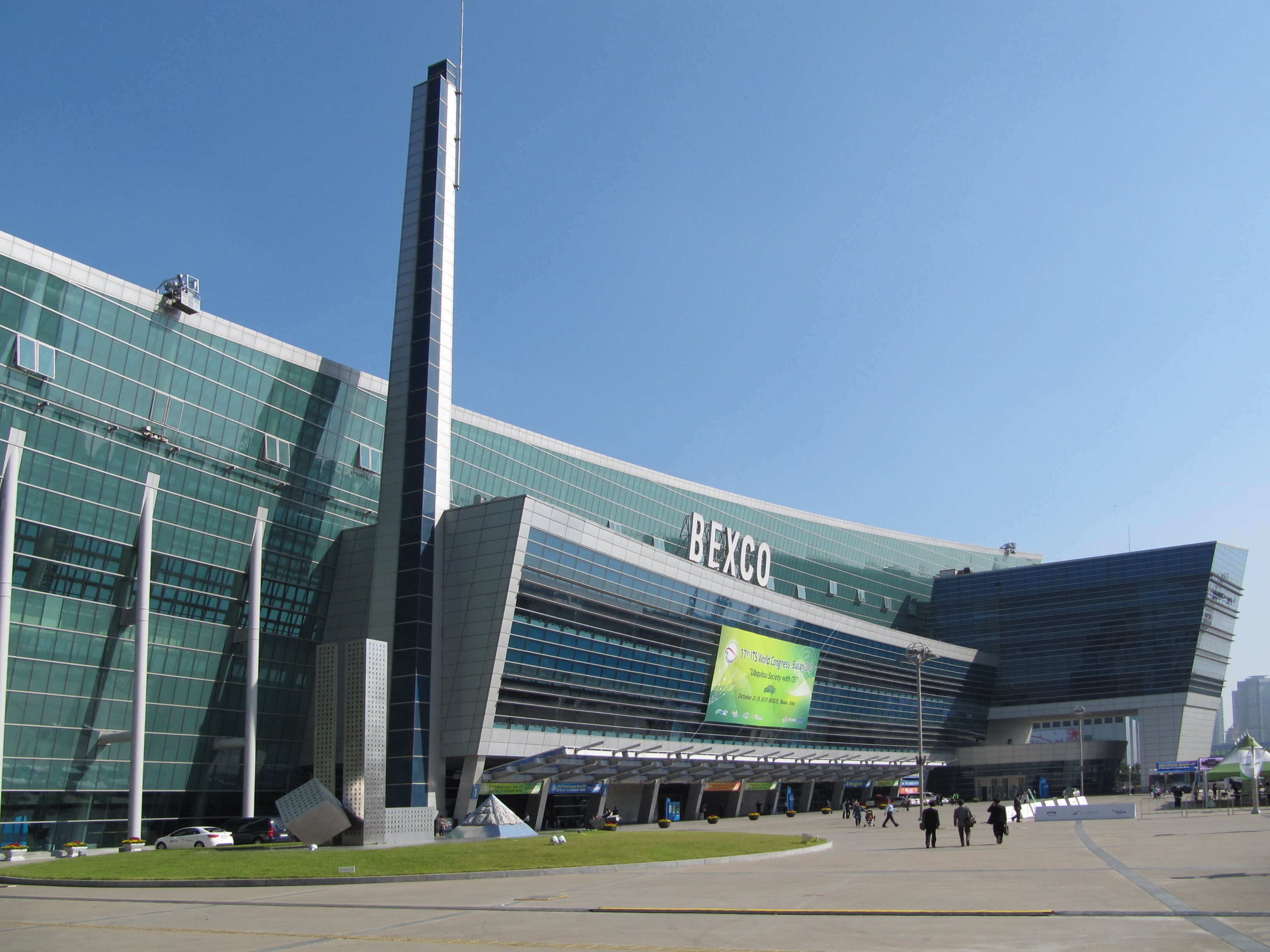
벡스코
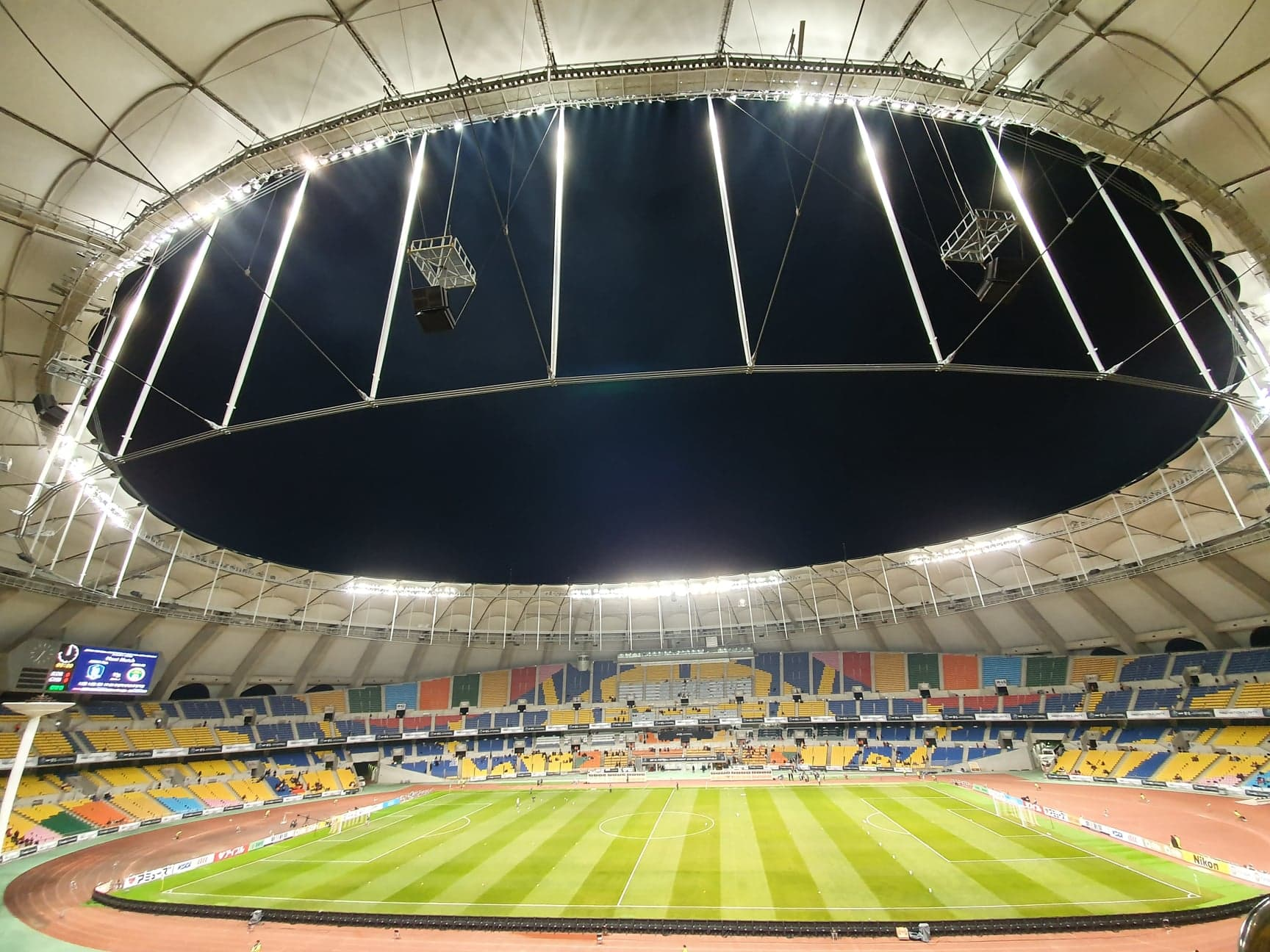
부산아시아드주경기장 전경이며 트랙과 축구장으로 구성되어 있다.
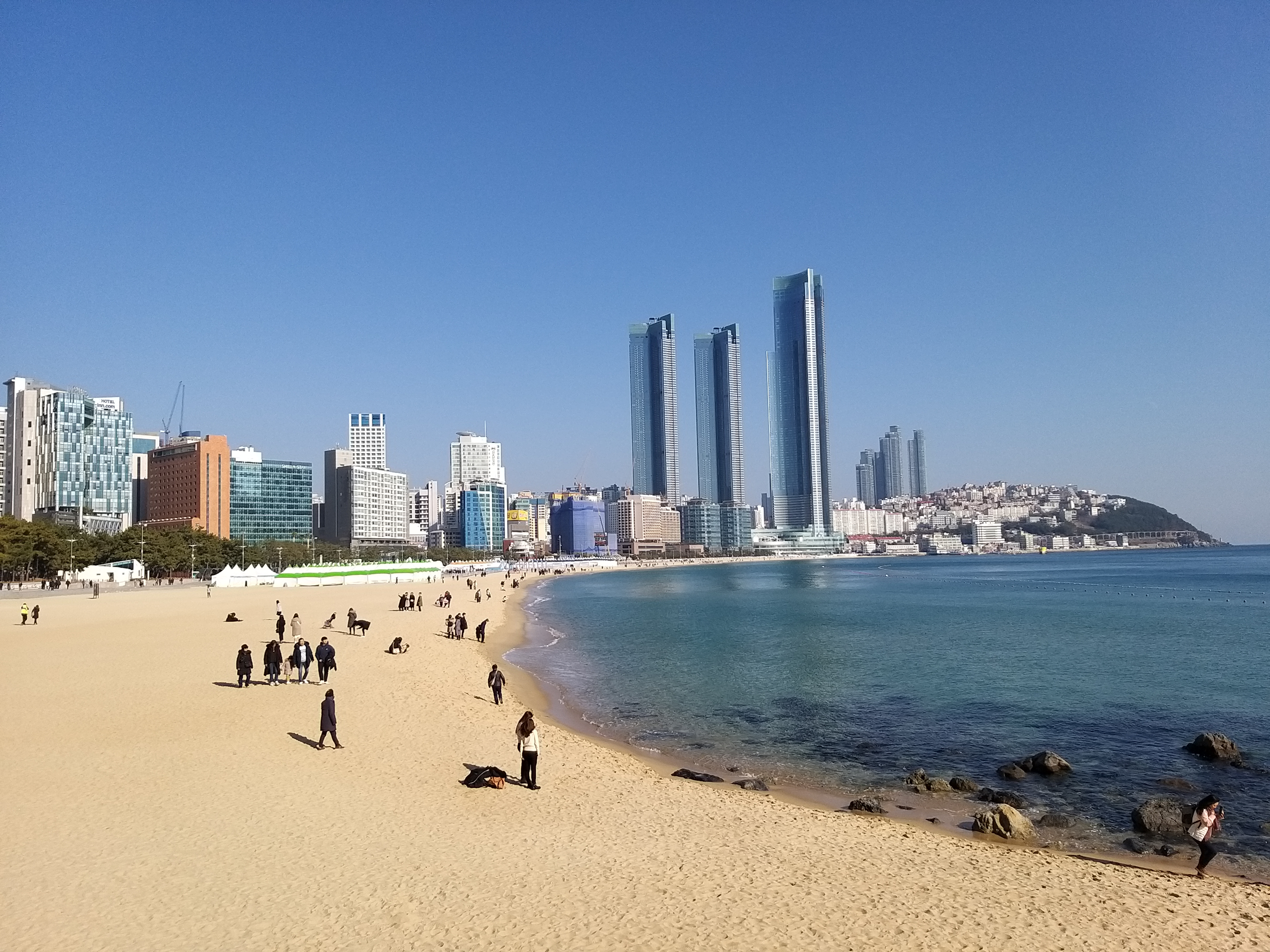
해운대 엘시티 더샵
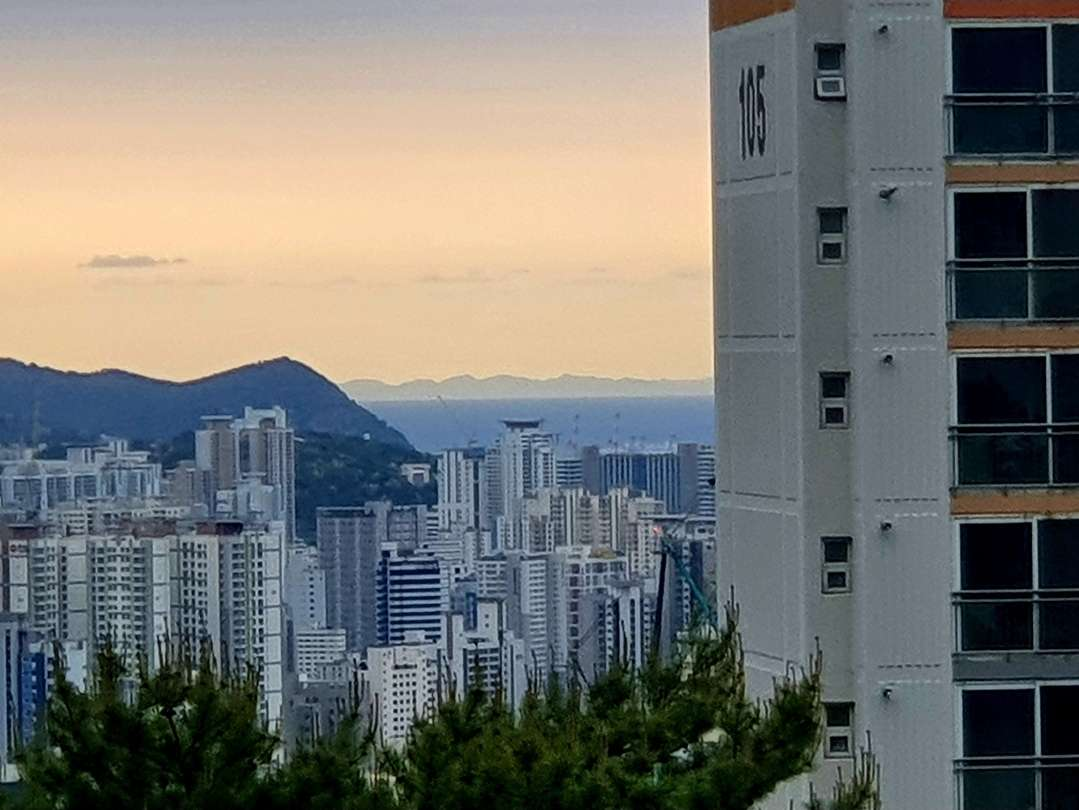
부산진구에서도 보이는 대마섬(일본)

## 같이 보기
- 부산광역시청
- 부산광역시교육청
- 부산광역시의 마천루 목록
- 자랑스러운 시민상
- 2002년 아시안 게임
- APEC 정상회의(2005년 11월)
- 부산포 해전 - 본 해전에서 대승을 거두었던 1592년 음력 9월 1일을 양력으로 환산한 10월 5일이 부산시민의 날이다.[53]
- 문현금융단지(BIFC몰)
- 부산국제영화제 (BIFF, Busan International Film Festival)

## 참고 문헌
- 맹사성 등 (1431). 《태종실록》.